# Canalul Erie
Canalul Erie este un canal istoric în partea de nord a statului New York, care se întinde est-vest între râul Hudson și Lacul Erie. Finalizat în 1825, canalul a fost prima rută navigabilă care leagă Oceanul Atlantic de Marile Lacuri, reducând semnificativ costurile transportului de persoane și mărfuri peste Munții Apalași. În efect, canalul a accelerat colonizarea regiunii Mariilor Lacuri, expansiunea spre vest a Statelor Unite și ascensiunea economică a statului New York. A fost numit "Prima Autostradă a Națiunii".
Un canal de la Hudson la Marile Lacuri a fost propus pentru prima dată în anii 1780, dar un sondaj formal nu a fost efectuat decât în 1808. Legislativul statului New York a autorizat construcția în 1817. Oponenții politici ai canalului și ai principalului său susținător, guvernatorul DeWitt Clinton al statului New York, au denigrat proiectul ca fiind "Nebunia lui Clinton" și "Marele Șanț al lui Clinton". Cu toate acestea, canalul a cunoscut un succes rapid la deschiderea sa la 26 octombrie 1825, cu venituri din taxe care acopereau datoria de construcție a statului în primul an de operare. Conexiunea spre vest i-a oferit orașului New York un avantaj puternic față de toate celelalte porturi ale SUA și a adus o creștere majoră orașelor canalului precum Albany, Utica, Syracuse, Rochester și Buffalo.
Construcția Canalului Erie a fost o realizare marcantă în ingineria civilă din istoria timpurie a Statelor Unite. Când a fost construit, canalul de 363 de mile (584 km) era al doilea ca lungime din lume (după Canalul Mare din China). Inițial având o lățime de 40 de picioare (12 m) și o adâncime de 4 picioare (1,2 m), canalul a fost extins de mai multe ori, cel mai notabil între 1905 și 1918 când a fost construit "Canalul Barjei" și peste jumătate din ruta originală a fost abandonată. Canalul modern al Bărcilor măsoară 351 mile (565 km) lungime, 120 de picioare (37 m) lățime și 12 picioare (3,7 m) adâncime. Are 34 de ecluze, inclusiv Zborul Waterford, cele mai înclinate ecluze din Statele Unite. La ieșirea din canal, bărcile trebuie să traverseze și Ecluza Black Rock pentru a ajunge la Lacul Erie sau Ecluza Federală Troy pentru a ajunge la Hudsonul de la maree. Diferența totală de altitudine este de aproximativ 565 de picioare (172 m).
Anul de vârf al Canalului Erie a fost 1855, când au avut loc 33.000 de expedieri comerciale. A continuat să fie competitiv cu căile ferate până în jurul anului 1902, când taxele au fost abolite. Traficul comercial a scăzut semnificativ în a doua jumătate a secolului al XX-lea din cauza concurenței din partea transportului rutier și deschiderii în 1959 a Șenalului Saint Lawrence mai mare. Ultima navă care opera regulat pe canal, Day Peckinpaugh, și-a încheiat serviciul în 1994.
Astăzi, Canalul Erie este folosit în principal de ambarcațiuni de agrement. Conectează celelalte trei canale din Sistemul Canalului Statului New York: Champlain, Oswego și Cayuga-Seneca. Unii navigatori pe distanțe lungi iau Canalul Erie ca parte a circuitului Great Loop. Canalul a devenit și o atracție turistică în sine - mai multe parcuri și muzee sunt dedicate istoriei sale. Traseul Canalului Statului New York este o pistă populară pentru ciclism care urmează canalul pe tot parcursul statului. În 2000, Congresul a desemnat Coridorul Național al Patrimoniului Canalului Erie pentru a proteja și promova sistemul.

## Ambiguitate în nume
Apa de navigație cunoscută astăzi sub numele de Canalul Erie este destul de diferită de Canalul Erie din secolul al XIX-lea. Mai mult de jumătate din canalul original Erie a fost distrus sau abandonat în timpul construcției Canalului Barge al statului New York la începutul secolului al XX-lea. Secțiunile rămase din ruta originală, care sunt încă în uz, au fost lărgite semnificativ, în cea mai mare parte la vest de Syracuse, cu poduri reconstruite și ecluze înlocuite. A fost numit Canalul Barge la acea vreme, dar acest nume a căzut în desuetudine odată cu dispariția traficului comercial și creșterea călătoriilor recreative în ultima parte a secolului XX.

## Istorie

### Background

Valea Mohawk, care se întinde de la est la vest, taie un drum natural între Munții Catskill la sud și Munții Adirondack la nord.

Înainte de construirea căilor ferate, transportul pe apă era cea mai rentabilă modalitate de a transporta mărfuri în vrac. Un catâr poate transporta doar aproximativ 250 de livre (110 kg), dar poate trage o barjă care cântărește cât 60.000 de livre (27.000 kg) de-a lungul unui drum de tracțiune. În total, un canal ar putea reduce costurile de transport cu aproximativ 95%.
În primii ani ai Statelor Unite, transportul mărfurilor între porturile de coastă și interior era lent și dificil. Aproape de coastă, râurile ofereau un transport facil spre interior până la linia de cădere, deoarece vasele plutitoare întâlnesc mult mai puțină frecare decât vehiculele terestre. Cu toate acestea, Munții Appalachia erau o mare piedică în calea continuării transportului sau a colonizării, întinzându-se pe 1.500 de mile (2.400 km) de la Maine până în Alabama, cu doar cinci locuri unde trenurile de catâri sau drumurile pentru căruțe puteau fi direcționate. Pasagerii și mărfurile destinate părților vestice ale țării trebuiau să călătorească pe uscat, o călătorie făcută mai dificilă de starea precară a drumurilor. În anul 1800, de obicei dura 2½ săptămâni să călătorești pe uscat de la New York la Cleveland, Ohio (460 mile; 740 km) și 4 săptămâni până la Detroit (612 mile; 985 km).
Produsul exportabil principal al Văii Ohio era grâul, care era o marfă cu volum mare și preț mic, întărită de rezervele de pe coastă. De multe ori, nu merita costul transportării acestuia către centrele de populație îndepărtate. Acesta a fost un factor care a dus la faptul că fermierii din vest își transformau grânele în whiskey pentru un transport mai ușor și vânzări mai mari, și ulterior la Rebeliunea Whiskey. În secolele al XVIII-lea și al XIX-lea timpuriu, a devenit clar pentru locuitorii de coastă că orașul sau statul care va reuși să dezvolte o rută ieftină și fiabilă spre Vest va avea succes economic, iar portul de la capătul mării al unei astfel de rute va vedea o creștere semnificativă a afacerilor. În timp, au fost elaborate proiecte în Virginia, Maryland, Pennsylvania și relativ adânc în statele de coastă.

### Topografie

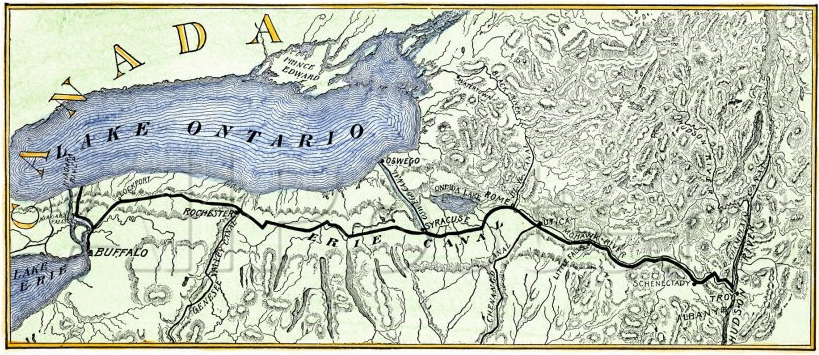
Erie Canal map cca. 1840

Râul Mohawk (un afluent al râului Hudson) izvorăște aproape de Lacul Ontario și curge într-un canal de scurgere a apei de topire glaciară, chiar la nord de lanțul muntos Catskill din Munții Appalachia, separându-i de regiunea geologic distinctă a Adirondacks, la nord. Văile Mohawk și Hudson formează singura tăietură prin Appalachians la nord de Alabama. Un canal navigabil prin Valea Mohawk ar permite o rută aproape completă pe apă de la New York City în sud până la Lacul Ontario și Lacul Erie în vest. Prin intermediul canalului și acestor lacuri, alte Lacuri Mari, și într-o măsură mai mică, râurile înrudite, o mare parte din interiorul continentului (și multe așezări) ar fi conectate la coasta de Est.

### Propunerile

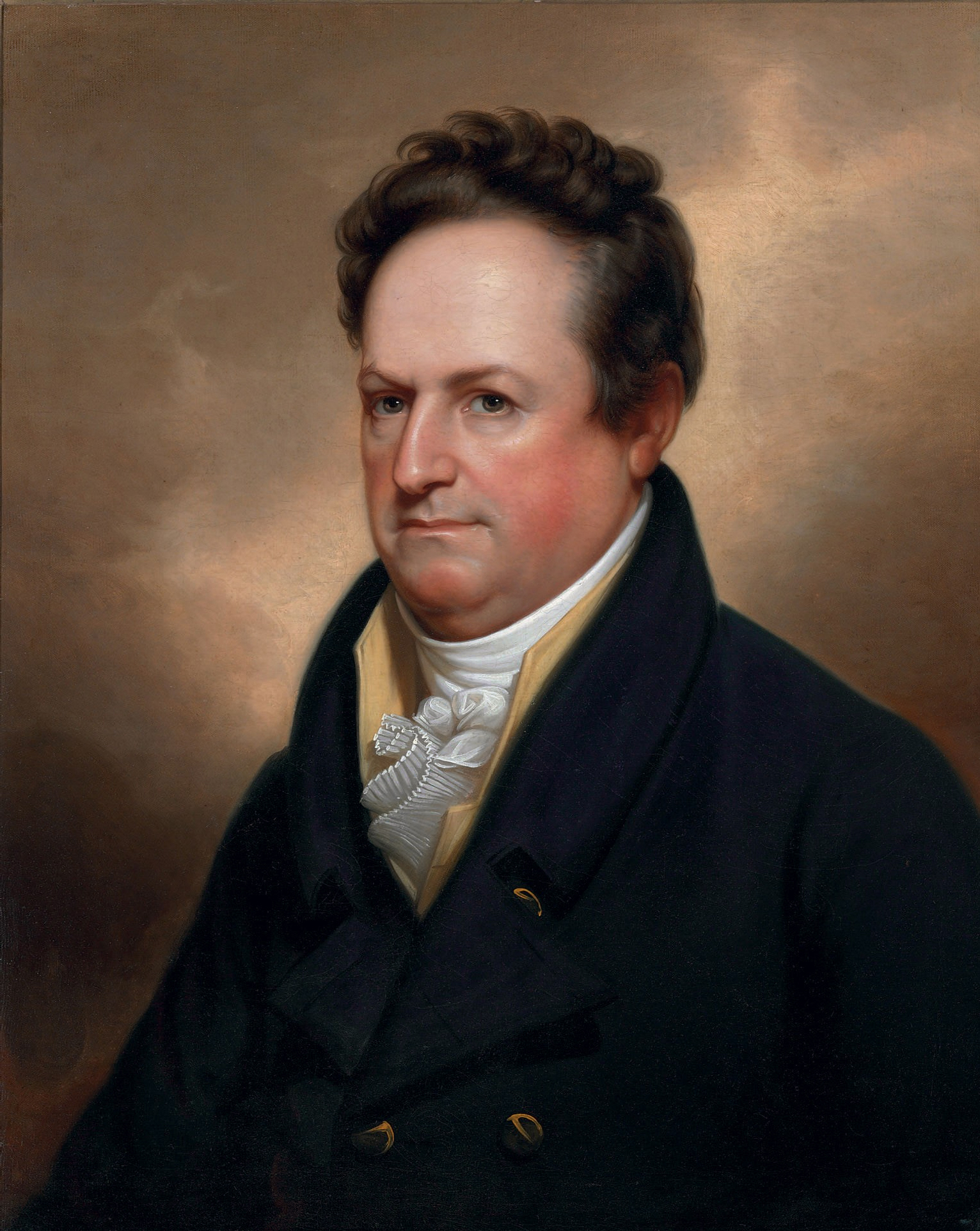
Guvernatorul DeWitt Clinton, susținătorul canalului

Ideea unui canal care să lege Coasta de Est de noile așezări din vest a fost discutată încă din 1724: oficialul provincial din New York, Cadwallader Colden, a făcut o referire incidentală (într-un raport despre comerțul cu blănuri) la îmbunătățirea căilor navigabile naturale din vestul statului New York.
Gouverneur Morris și Elkanah Watson au fost primii susținători ai unui canal de-a lungul râului Mohawk. Eforturile lor au dus la înființarea "Companiilor de Navigație pe Canalele Înlande de Vest și de Nord" în 1792, care au făcut primele pași pentru îmbunătățirea navigației pe râul Mohawk și pentru construirea unui canal între Mohawk și Lacul Ontario, dar s-a descoperit curând că finanțarea privată era insuficientă. Christopher Colles, care era familiarizat cu Canalul Bridgewater, a făcut un studiu al Văii Mohawk și a prezentat legislativului statului New York în 1784 o propunere pentru un canal mai scurt de la Lacul Ontario. Propunerea a atras atenția și a determinat anumite acțiuni, dar nu a fost niciodată pusă în practică.
Jesse Hawley își imaginase stimularea creșterii unei cantități mari de cereale pe câmpiile din vestul New York-ului (care erau în mare parte nesălășluite la acea vreme) pentru vânzare pe coasta de est. Cu toate acestea, a dat faliment încercând să transporte cerealele la coastă. În timp ce era în închisoarea pentru datornici din Canandaigua, Hawley a început să militeze pentru construirea unui canal pe întreaga lungime de 90 de mile (140 km) a Văii râului Mohawk, cu sprijinul lui Joseph Ellicott (agent pentru Compania Pământului Olandez în Batavia). Ellicott și-a dat seama că un canal ar adăuga valoare terenului pe care îl vindea în partea de vest a statului. Mai târziu, el a devenit primul comisar de canal.
Legislatorii din New York au devenit interesați de posibilitatea construirii unui canal pe întreg teritoriul statului în prima decadă a secolului al XIX-lea. Transportul mărfurilor spre vest de la Albany era o afacere costisitoare și anevoioasă; nu exista încă cale ferată, iar pentru a acoperi distanța de la Buffalo la New York City cu trăsura etapă lua două săptămâni. Problema era că terenul se ridică cu aproximativ 600 de metri de la Hudson la Lacul Erie. Ecluzele din acea perioadă puteau manevra ridicări de până la 12 picioare (3,7 m), astfel încât chiar și cu cele mai robuste săpături și viaducte, ar fi fost necesare cincizeci de ecluze pe cei 360 de mile (580 km) ai canalului. Un astfel de canal ar fi fost scump de construit chiar și cu tehnologia modernă; în 1800, cheltuiala era aproape de neimaginat. Președintele Thomas Jefferson l-a numit "puțin scurt de nebunie" și l-a respins.
În cele din urmă, Hawley l-a interesat pe guvernatorul DeWitt Clinton din New York în proiect. A existat multă opoziție, iar proiectul a fost ridiculizat ca "nebunia lui Clinton" și "șanțul lui Clinton". În 1817, totuși, Clinton a primit aprobarea legislativului pentru 7 milioane de dolari pentru construcție.

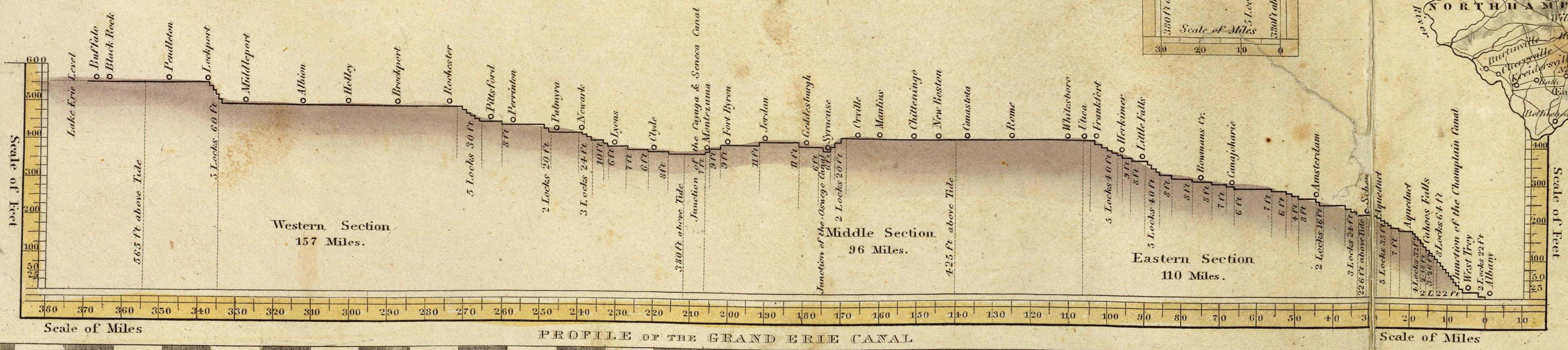
Profilul canalului original

### Construcție

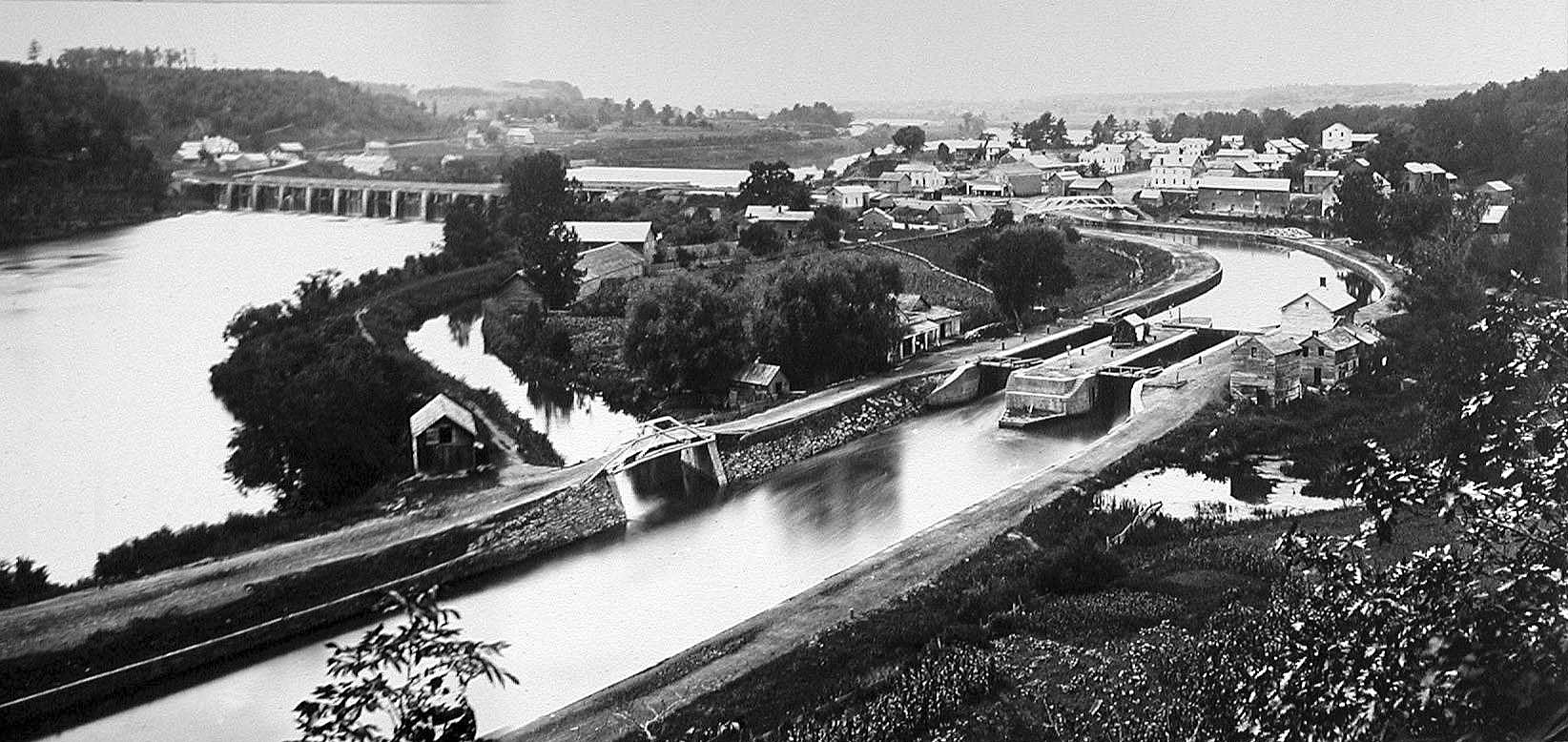
Acvaductul peste râul Mohawk la Rexford, unul dintre cele 32 de acvaducte navigabile de pe Canalul Erie

Canalul original avea o lungime de 363 mile (584 km), de la Albany pe râul Hudson până la Buffalo pe Lacul Erie. Canalul era săpat cu o lățime de 40 de picioare (12 m) și o adâncime de 4 picioare (1,2 m), iar solul îndepărtat era adunat pe partea în pantă pentru a forma un drum cunoscut sub numele de potecă de remorcare. Construcția sa, prin calcar și munți, s-a dovedit a fi o sarcină dificilă. Pentru a muta pământul, animalele trăgeau un "răzuitor alunecos" (similar unui buldozer). Părțile laterale ale canalului erau căptușite cu piatră fixată în lut, iar partea de jos era de asemenea căptușită cu lut. Canalul a fost construit de muncitori irlandezi și zidari germani. Toată munca pe canal depindea de puterea umană și animală sau de forța apei. Tehnicile de inginerie dezvoltate în timpul construcției sale includ construirea de apeducte pentru redirecționarea apei; un apeduct avea 950 de picioare (290 m) lungime pentru a traversa 800 de picioare (240 m) de râu. Pe măsură ce canalul avansa, echipele și inginerii care lucrau la proiect au dezvoltat expertiză și au devenit o forță de muncă calificată.

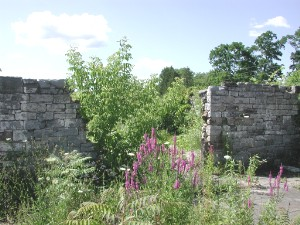
Piatra de la ecluza abandonată din cauza schimbării traseului, la Durhamville, New York

Bărbații care au planificat și au supervizat construcția erau novici în calitate de topografi și ingineri. Nu existau ingineri civili în Statele Unite. James Geddes și Benjamin Wright, care au stabilit ruta, erau judecători ale căror experiențe în topografie se limitau la stabilirea disputelor de graniță. Geddes folosise doar un instrument de topografie câteva ore înainte de lucrările sale la Canal. Canvass White era un inginer amator în vârstă de 27 de ani, care l-a convins pe Clinton să-l lase să meargă în Marea Britanie pe cheltuiala proprie pentru a studia sistemul de canale acolo. Nathan Roberts era profesor de matematică și speculant imobiliar. Totuși, acești bărbați "au dus Canalul Erie până la versantul Niagara la Lockport, l-au manevrat pe un zid înalt pentru a traversa Pârâul Irondequoit, au traversat Râul Genesee pe un apeduct impresionant și au săpat o rută prin rocă solidă între Little Falls și Schenectady—și toate aceste proiecte aventuroase au funcționat precis așa cum era planificat".

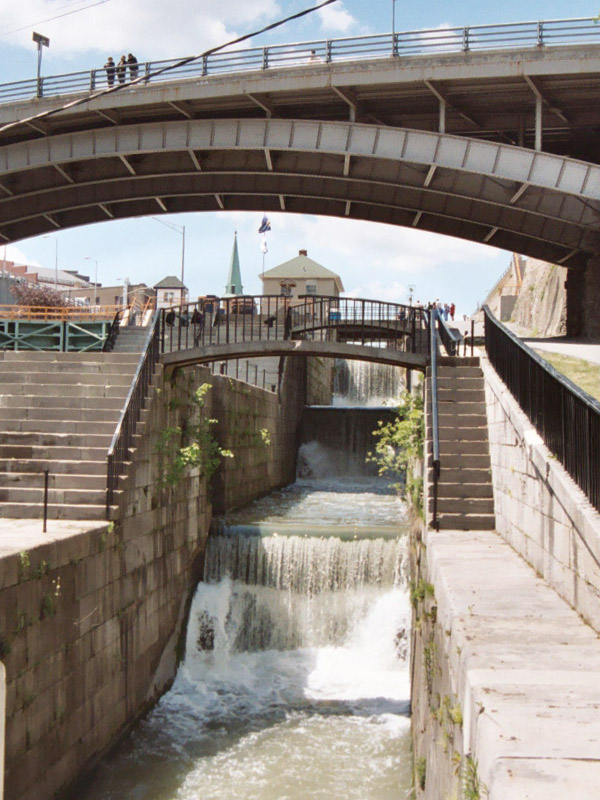
O structură a unei ecluze originale cu cinci trepte traversând Escarpamentul Niagara la Lockport, acum fără porți și folosită ca o cascadă pentru apa în exces.

Lucrările de construcție au început la 4 iulie 1817, la Rome, New York. Primii 15 mile (24 km), de la Rome la Utica, au fost deschiși în 1819. La acea rată, canalul nu ar fi fost finalizat pentru încă 30 de ani. Principalele întârzieri au fost cauzate de doborârea copacilor pentru a elibera o cale prin pădurea virgina și de mutarea solului excavat, care a durat mai mult decât era de așteptat, dar constructorii au găsit soluții pentru a rezolva aceste probleme. Pentru a doborî un copac, aruncau frânghie peste ramurile superioare și îl trăgeau în jos cu scripetele. Au scos tulpinile cu un dispozitiv inovator de smuls tulpini. Două roți uriașe erau montate liber pe capetele unei axe. O a treia roată, puțin mai mică decât celelalte, era fixată în centrul axului. Un lanț era înfășurat în jurul axului și fixat pe tulpină. O frânghie era înfășurată în jurul roții centrale și fixată de o echipă de boi. Avantajul mecanic (cuplu) obținut smulgea tulpinile din sol. Solul de mutat era încărcat în căruțe trase de măgari care erau deversate în căruțele trase de măgari. Folosind un nivelator și un plug, o echipă de trei oameni cu boi, cai și măgari putea construi o milă într-un an.
Problema rămasă era găsirea forței de muncă; imigrația crescută a contribuit la acoperirea nevoii. Mulți dintre muncitorii care lucrau la canal erau irlandezi, care veniseră recent în Statele Unite într-un grup de aproximativ 5.000. Majoritatea erau catolici romani, o religie care a stârnit multă suspiciune în America timpurie din cauza structurii sale ierarhice, iar mulți muncitori pe canal au suferit agresiuni violente ca rezultat al erorii de judecată și a xenofobiei.
Construcția a continuat la o rată crescută pe măsură ce au sosit noi muncitori. Când canalul a ajuns la Mlaștinile Montezuma (la vărsarea lacului Cayuga la vest de Syracuse), s-a zvonit că peste 1.000 de muncitori au murit de "febră de mlaștină" (malarie), iar construcția a fost oprită temporar. Cu toate acestea, cercetările recente au arătat că numărul morților a fost probabil mult mai mic, deoarece nu există rapoarte contemporane care să menționeze o mortalitate semnificativă a muncitorilor, iar mormintele comune din acea perioadă nu au fost găsite niciodată în zonă. Lucrările au continuat pe versantul de coborâre spre Hudson, iar echipele au lucrat la secțiunea prin mlaștină când aceasta îngheța în iarnă.
Secțiunea din mijloc, de la Utica la Salina (Syracuse), a fost finalizată în 1820, iar traficul pe acea secțiune a început imediat. Extinderea la est și la vest a continuat simultan, iar întreaga secțiune estică, de 250 de mile (400 km) de la Brockport la Albany, a fost inaugurată pe 10 septembrie 1823, cu mult fast. Canalul Champlain, o rută separată dar conectată de nord-sud de 64 de mile (103 km) de la Watervliet pe Hudson la Lacul Champlain, a fost deschis în aceeași dată.
După Mlaștinile Montezuma, următoarele dificultăți au fost traversarea râului Irondequoit și a râului Genesee aproape de Rochester. Prima a necesitat în cele din urmă construirea "Marei Diguri", lungă de 1.320 de picioare (400 m), pentru a purta canalul la o înălțime de 76 de picioare (23 m) deasupra nivelului râului, care curgea printr-un canal subteran de 245 de picioare (75 m) sub suprafață. Canalul a traversat râul pe un acvaduct din piatră, lung de 802 de picioare (244 m) și lat de 17 picioare (5,2 m), susținut de 11 arcade.
În 1823, construcția a ajuns la Escarpamentul Niagara, un zid de calcar dolomit de 80 de picioare (24 m) înălțime. Traseul a urmat cursul unui pârâu care săpatese un defileu abrupt în versant. Construcția și operarea a două seturi de cinci ecluze de-a lungul unui coridor de 3 mile (4,8 km) au dat naștere rapid comunității Lockport. Ecluzele de ridicare de 12 picioare (3,7 m) aveau o ridicare totală de 60 de picioare (18 m), ieșind într-un canal adânc săpat. Ultima porțiune a trebuit să fie săpată la o adâncime de 30 de picioare (9,1 m) printr-o altă masă de calcar, creasta Onondaga. O mare parte din acea secțiune a fost dinamitată, iar lipsa de experiență a echipajelor a dus adesea la accidente, iar uneori pietre căzute pe casele din apropiere.
Două sate au concurat pentru a fi terminusul: Black Rock, pe râul Niagara, și Buffalo, la capătul estic al Lacului Erie. Buffalo a depus multă energie pentru a lărgi și a adânci Buffalo Creek pentru a-l face navigabil și pentru a crea un port la gura sa. Buffalo a câștigat în fața lui Black Rock și a devenit un oraș mare, în cele din urmă înghițind fostul său rival.

### Completare

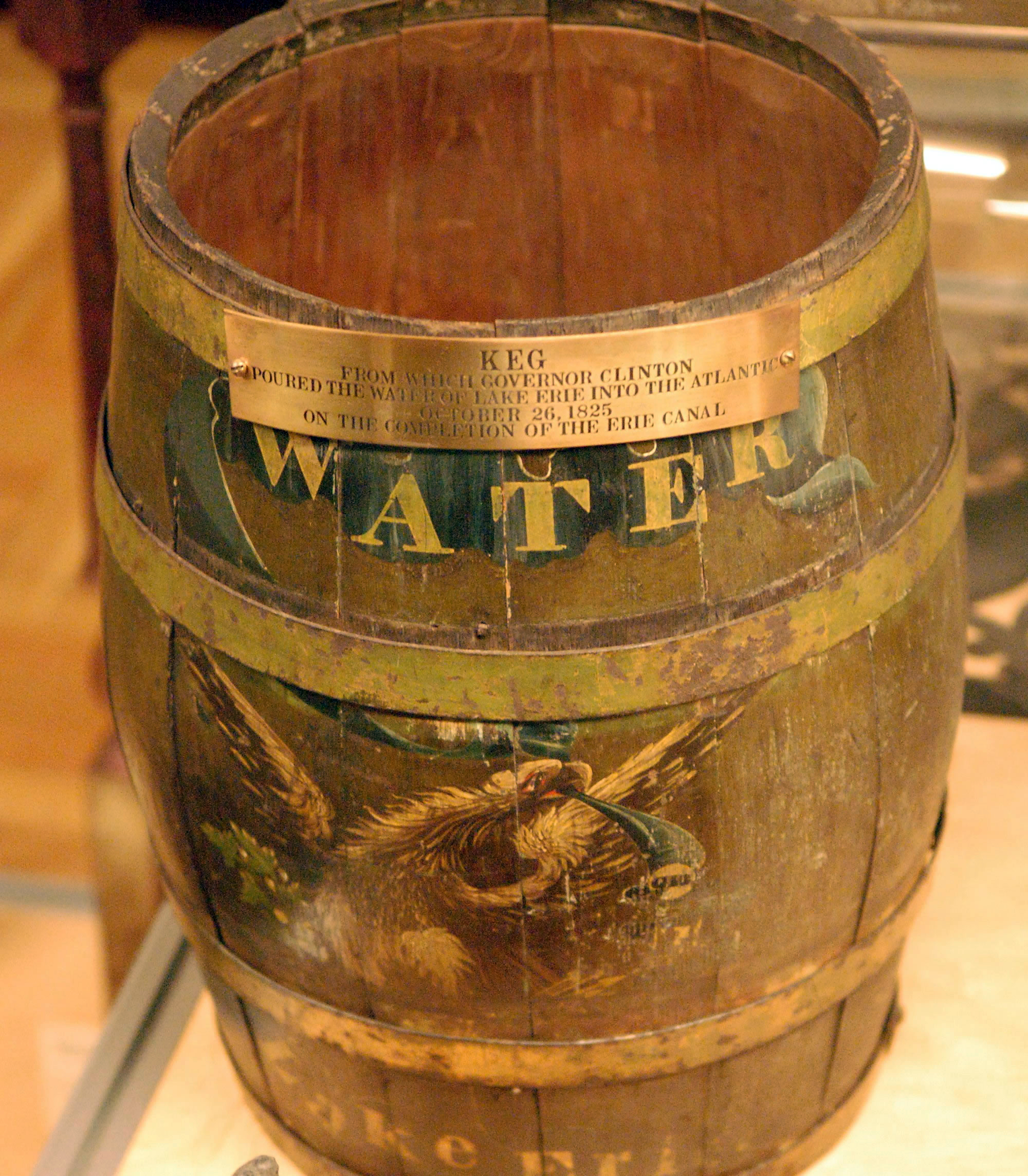
Butoi turnat la "Nunta Apelor"

În 1824, înainte ca canalul să fie finalizat, a fost publicat un Ghid de buzunar detaliat pentru Turist și Călător, de-a lungul liniei canalelor și a comerțului interior din statul New York, în beneficiul călătorilor și speculanților imobiliari.
Întregul canal a fost oficial finalizat la 26 octombrie 1825. Evenimentul a fost marcat printr-o "Mare Celebrare" la nivelul întregului stat, culminând într-o serie de focuri de artilerie de-a lungul canalului și al fluviului Hudson, o tunetare de 90 de minute de la Buffalo la New York City. O flotă de bărci, condusă de guvernatorul Dewitt Clinton la bordul Seneca Chief, a navigat de la Buffalo la New York City timp de zece zile. Clinton a turnat apoi ceremonial apă din Lacul Erie în Portul New York pentru a marca "Nunta Apelor". La întoarcerea sa, Seneca Chief a adus înapoi un butoi cu apă din Oceanul Atlantic, care a fost turnat în Lacul Erie de către judecătorul Samuel Wilkeson din Buffalo, care avea să devină ulterior primar.
Astfel, Canalul Erie a fost finalizat în opt ani, având o lungime totală de 353 de mile (568 km) și a costat 7,143 milioane de dolari (echivalentul a 192 de milioane de dolari în 2023). A fost aclamat ca o minune a ingineriei care a unit țara și a contribuit la dezvoltarea orașului New York ca centru de comerț internațional.
Au apărut probleme, dar au fost rezolvate rapid. Au apărut scurgeri pe întreaga lungime a canalului, însă acestea au fost etanșate folosind ciment care se întărea sub apă (ciment hidraulic). Eroziunea pe fundul de argilă s-a dovedit a fi o problemă, iar viteza a fost limitată la 4 mph (6,4 km/h).

### Canalele secundare
Canalele secundare au extins curând Canalul Erie într-un sistem. Acestea includ Canalul Cayuga-Seneca spre sud către Lacurile degetelor, Canalul Oswego de la Trei Râuri spre nord către Lacul Ontario la Oswego și Canalul Champlain de la Troy spre nord către Lacul Champlain. Între 1833 și 1877, scurtul Canal Crooked Lake a conectat Lacul Keuka și Lacul Seneca. Canalul Chemung a conectat extremitatea sudică a Lacului Seneca la Elmira în 1833 și a fost o rută importantă pentru cărbunele și lemnul din Pennsylvania în sistemul de canale. Canalul Chenango în 1836 a conectat Canalul Erie la Utica la Binghamton și a provocat o creștere economică în valea râului Chenango. Canalele Chenango și Chemung au legat Canalul Erie de sistemul râului Susquehanna. Canalul Black River a conectat Râul Black la Canalul Erie la Roma și a rămas în funcțiune până în anii 1920. Canalul Genesee Valley a fost construit de-a lungul râului Genesee pentru a se conecta cu râul Allegheny la Olean, dar secțiunea Allegheny, care ar fi conectat cu râurile Ohio și Mississippi, nu a fost niciodată construită. Canalul Genesee Valley a fost ulterior abandonat și a devenit ruta căii ferate Genesee Valley Canal.

### Prima Extindere

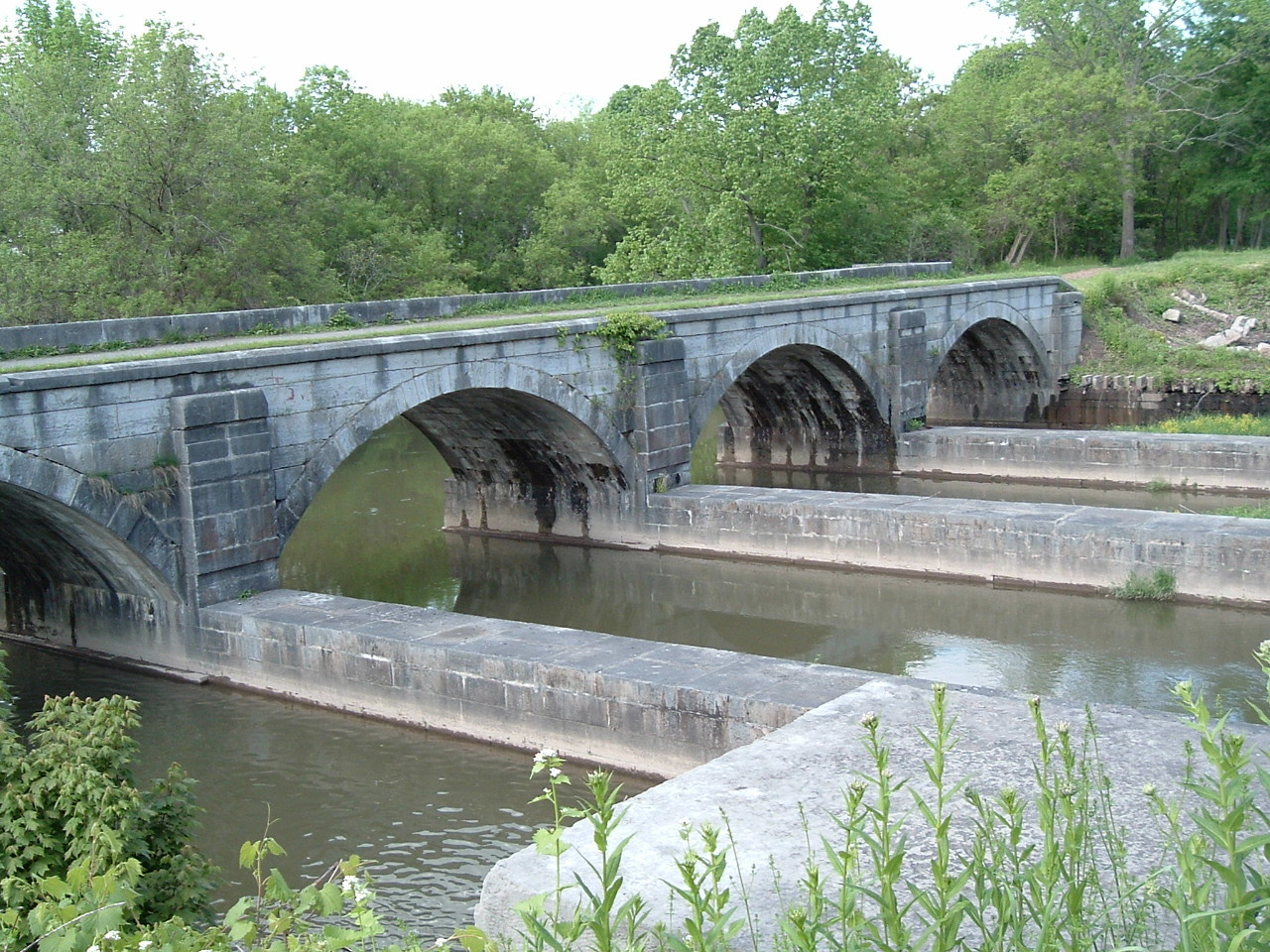
Acvaductul peste Nine Mile Creek, la nord de Camillus, New York, construit în 1841 și abandonat aproximativ în 1918, este unul dintre cele 32 de acvaducte navigabile de-a lungul Canalului Erie și a fost restaurat ulterior.

Proiectul original prevedea o tonaj anual de 1,5 milioane de tone (1,36 milioane de tone metrice), însă acesta a fost imediat depășit. Un program ambițios pentru îmbunătățirea canalului a început în 1834. În cadrul acestei ample serii de proiecte de construcții, cunoscute sub numele de Prima Extindere, canalul a fost lărgit de la 40 la 70 de picioare (12 la 21 de metri) și adâncit de la 4 la 7 picioare (1,2 la 2,1 metri). Ecluselor li s-a mărit lățimea și/sau au fost reconstruite în locații noi, iar multe noi acvaducte navigabile au fost construite. Canalul a fost îndreptat și ușor deviat în unele porțiuni, ceea ce a dus la abandonarea unor segmente scurte ale canalului original din 1825. Prima Extindere a fost finalizată în 1862, cu alte extinderi minore în deceniile următoare.

### Competiția cu căile ferate

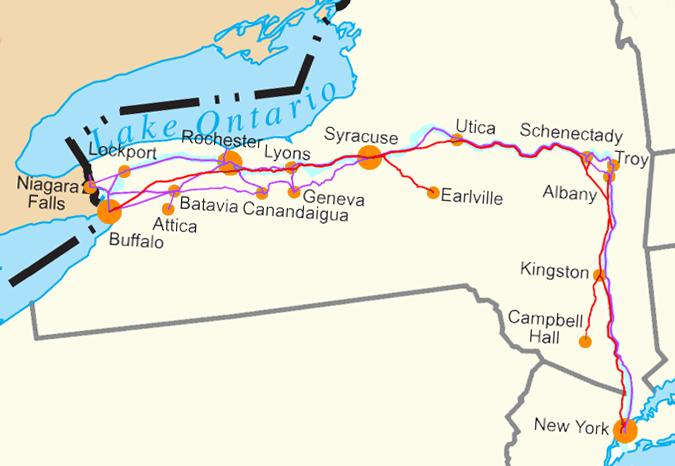
Hartă a "Rutelor de Nivel al Apei" ale New York Central Railroad (mov), West Shore Railroad (roșu) și Canalul Erie (albastru).

În 1837, Mohawk și Hudson Railroad s-au deschis, oferind o rută alternativă părții cele mai lente a canalului între Albany și Schenectady. Alte căi ferate au fost curând autorizate și construite pentru a continua linia spre vest până la Buffalo, iar în 1842, o linie continuă (care mai târziu a devenit New York Central Railroad și ramura sa Auburn Road în 1853) era deschisă pe tot traseul până la Buffalo. Deoarece căile ferate serveau aceeași rută generală ca și canalul, dar asigurau călătorii mai rapide, călătorii au trecut rapid la ele. Cu toate acestea, chiar și în 1852, canalul transporta de treisprezece ori mai multe mărfuri decât toate căile ferate din statul New York la un loc. New York, West Shore și Buffalo Railway au fost finalizate în 1884, ca o rută care mergea aproape paralel cu atât canalul, cât și New York Central Railroad. Cu toate acestea, a dat faliment și a fost achiziționată în anul următor de New York Central. Canalul a continuat să concureze bine cu căile ferate până în 1902, când tarifele au fost abolite.

### Barge Canal
În 1903, legislativul statului New York a autorizat construcția Canalului Barjei al statului New York sub denumirea de "Îmbunătățirea Canalului Erie, Oswego, Champlain și Cayuga și Seneca". În 1905, a început construcția Canalului Barjei, care a fost finalizat în 1918, la un cost de 96,7 milioane de dolari.

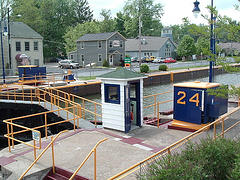
Canalul Erie modern are 34 ecluze, care sunt vopsite în culorile albastru și aurii ale Sistemului Canalului Statului New York.

Acest nou canal a înlocuit mult din ruta originală, lăsând multe secțiuni abandonate (cea mai notabilă între Syracuse și Rome). Noile tehnologii de săpare și control al inundațiilor au permis inginerilor să canalizeze râurile pe care canalul original încercase să le ocolească, cum ar fi râurile Mohawk, Seneca și Clyde, și lacul Oneida. În secțiunile care nu constau în râuri canalizate (în special între Rochester și Buffalo), canalul original al Canalului Erie a fost lărgit la o lățime de 120 de picioare (37 m) și o adâncime de 12 picioare (3,7 m). Extinderea a permis barjelor de până la 2.000 de tone scurte (1.800 de tone) să folosească Canalul. Acest proiect costisitor a fost nepopular din punct de vedere politic în unele părți ale statului care nu erau deservite de canal și nu a reușit să-l salveze de la devenirea învechit pentru transportul comercial.

### Declin comercial
Traficul de mărfuri a atins un total de 5,2 milioane de tone scurte (4,7 milioane de tone metrice) în 1951. Creșterea căilor ferate și autostrăzilor în întregul stat, precum și deschiderea Drumului Maritim al Sfântului Laurențiu în 1959, au determinat o scădere dramatică a traficului comercial pe canal în a doua jumătate a secolului al XX-lea. Începând cu anii 1990, sistemul canalului a fost folosit în principal de traficul recreativ.

### Sistemul Canalului Statului New York
În 1992, Canalul Barjei al Statului New York a fost redenumit Sistemul Canalului Statului New York (includând canalele Erie, Cayuga-Seneca, Oswego și Champlain) și a fost plasat sub nou-înființata Corporație a Canalului Statului New York, o subsidiară a Autorității Drumului Statului New York. În timp ce era parte a Drumului, sistemul canalului era operat folosind banii generati din tarifele Drumului. În 2017, Corporația Canalului Statului New York a fost transferată de la Drumul Statului New York la Autoritatea de Energie a Statului New York.
În 2000, Congresul a desemnat Coridorul de Patrimoniu Național al Canalului Erie, acoperind 524 mile (843 km) de apă navigabilă de la Lacul Champlain până la Regiunea Capitalei și spre vest până la Buffalo. Zona are o populație de 2,7 milioane; aproximativ 75% din populația New York-ului Central și de Vest trăiește la mai puțin de 25 de mile (40 km) de Canalul Erie.
În 2008, au fost înregistrate aproximativ 42 de expedieri comerciale pe canal, comparativ cu 15 astfel de expedieri în 2007 și mai mult de 33.000 de expedieri în 1855, anul de vârf al canalului. Noua creștere a traficului comercial se datorează creșterii costului motorinei. Barjele de canal pot transporta o tonă scurtă de marfă pe o distanță de 514 mile (827 km) cu un galon de motorină, în timp ce un galon permite unui tren să transporte aceeași cantitate de marfă pe o distanță de 202 mile (325 km) și unui camion pe o distanță de 59 mile (95 km). Barjele de canal pot transporta încărcături de până la 3.000 de tone scurte (2.700 de tone lungi) și sunt folosite pentru a transporta obiecte care ar fi prea mari pentru expedierea rutieră sau feroviară. În 2012, întregul Sistem al Canalului Statului New York a fost folosit pentru a transporta 42.000 de tone de marfă.
Călătoria pe secțiunea centrală a canalului (în special în Valea Mohawk) a fost grav îngreunată de inundații la sfârșitul lunii iunie și începutul lunii iulie 2006. Daunele provocate de inundații canalului și facilităților sale au fost estimate la cel puțin 15 milioane de dolari.

## Rută

### Canalul original
Canalul Erie a profitat de condițiile favorabile ale topografiei unice a New York-ului, care oferea acelei zone singura deschidere în Munții Appalachians, la sud de fluviul Saint Lawrence. Hudsonul este influențat de mare până la Troy, iar Albanyul se află la vest de Appalachians. Acesta a permis navigația est-vest de la coastă la Lacurile Mari în teritoriul SUA.
Canalul a început pe malul vestic al fluviului Hudson la Albany și a urmat spre nord până la Watervliet, unde Canalul Champlain a bifurcat. La Cohoes, a urcat scarpmentul de pe malul vestic al fluviului Hudson - 16 ecluze urcând 140 de picioare (43 m) - și apoi s-a îndreptat spre vest de-a lungul malului sudic al fluviului Mohawk, traversând către malul nordic la Crescent și din nou la sud la Rexford. Canalul a continuat spre vest aproape de malul sudic al fluviului Mohawk până la Rome, unde Mohawkul se îndreaptă spre nord.
La Rome, canalul a continuat spre vest paralel cu Wood Creek, care curge spre vest în Lacul Oneida, și s-a îndreptat spre sud-vest și vest prin țară pentru a evita lacul. De la Canastota spre vest, a urmat aproximativ marginea nordică (inferioară) a Escarpamentului Onondaga, trecând prin Syracuse, Lacul Onondaga și Rochester. Înainte de a ajunge la Rochester, canalul folosește o serie de creste naturale pentru a traversa valea adâncă a pârâului Irondequoit. La Lockport, canalul s-a îndreptat spre sud-vest pentru a ajunge în partea de sus a Escarpamentului Niagara, folosind râpa pârâului Eighteen Mile.
Canalul a continuat spre sud-sud-vest spre Pendleton, unde s-a îndreptat spre vest și sud-vest, folosind în principal canalul pârâului Tonawanda. De la Tonawanda spre sud spre Buffalo, a alergat la est de râul Niagara, unde a ajuns la "Terminusul Vestic" la Little Buffalo Creek (mai târziu a devenit Canalul Comercial), care se vărsa în Buffalo River chiar deasupra confluenței sale cu Lacul Erie. Cu re-excavarea Canalului Comercial a Buffaloului, finalizată în 2008, terminusul original al Canalului este acum inundat din nou și accesibil cu bărcile. Cu câțiva mile de canal încă acoperite de umplutură din secolul al XX-lea și construcții urbane în această locație, terminusul navigabil efectiv vestic al Canalului Erie se găsește la Tonawanda.

### Canalul Barjei

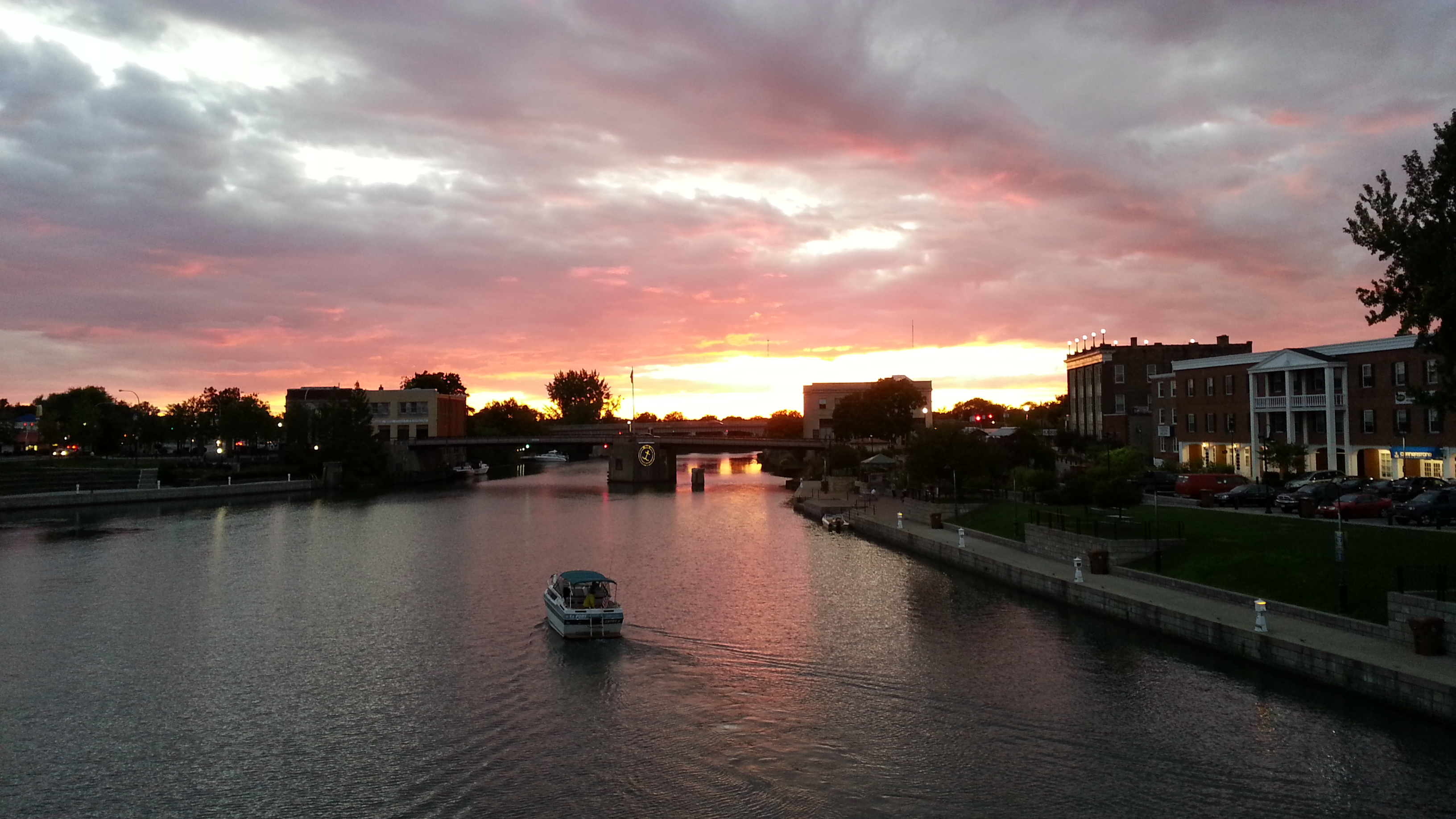
Gateway Harbor din North Tonawanda, la aproximativ 1.000 de picioare (300 de metri) de terminusul vestic al Canalului Erie din zilele noastre, acolo unde acesta se conectează la Râul Niagara.

Noul aliniament începea pe fluviul Hudson la granița dintre Cohoes și Waterford, de unde mergea spre nord-vest cu cinci ecluze (așa-numitul "Zbor de la Waterford"), vărsându-se în fluviul Mohawk la est de Crescent. Se spune că Zborul de la Waterford este una dintre cele mai abrupte serii de ecluze din lume.
În timp ce vechiul Canal mergea lângă Mohawk până la Rome, noul canal mergea prin râu, care era îndreptat sau lărgit acolo unde era necesar. La Ilion, noul canal a părăsit definitiv râul, dar a continuat să meargă pe un nou aliniament paralel cu atât râul, cât și vechiul canal până la Rome. De la Rome, noua rută a continuat aproape spre vest, unindu-se cu Fish Creek chiar la est de intrarea acestuia în Lacul Oneida.
De la Lacul Oneida, noul canal a mers spre vest de-a lungul râului Oneida, cu tăieturi pentru a scurta ruta. La Three Rivers, râul Oneida se îndreaptă spre nord-vest și a fost adâncit pentru Canalul Oswego către Lacul Ontario. Noul Canal Erie a virat spre sud aici de-a lungul râului Seneca, care se îndreaptă spre vest în apropiere de Syracuse și continuă spre vest până la un punct în Mlaștina Montezuma. Acolo, Canalul Cayuga și Seneca a continuat spre sud cu râul Seneca, iar noul Canal Erie a mers din nou paralel cu vechiul canal de-a lungul fundului Escarpamentului Niagara, în unele locuri alăturându-se râului Clyde și în unele locuri înlocuind vechiul canal. La Pittsford, la sud-est de Rochester, canalul a virat spre vest pentru a ocoli partea de sud a orașului Rochester, în loc să treacă prin centrul orașului. Canalul traversează râul Genesee în Parcul Valea Genesee, apoi se reunește cu vechiul traseu în apropierea North Gates.
De acolo, a fost din nou aproximativ o îmbunătățire a canalului original, mergând spre vest până la Lockport. Acest segment de 64,2 mile (103,3 km) de la Henrietta la Lockport este numit "nivelul de 60 de mile", deoarece nu există ecluze și nivelul apei crește doar cu doi picioare (0,61 m) pe întreg segmentul. Devieri de la și către pâraiele naturale adiacente de-a lungul drumului sunt folosite pentru a menține nivelul canalului. Canalul merge spre sud-vest spre Tonawanda, unde noul aliniament se varsă în Râul Niagara, care este navigabil în amonte până la ecluza Black Rock a Canalului Barjei din New York și de acolo la "Terminusul Vestic" original al Canalului din Inner Harbor din Buffalo.

## Operațiuni

### Bărci de mărfuri

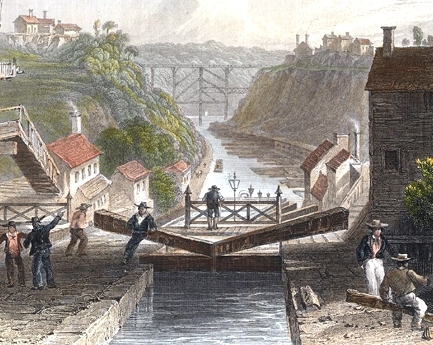
Operațiuni la Lockport, New York, în 1839.

Bărcile de canal cu un pescaj de până la 3,5 picioare (1,1 metri) erau trase de cai și măgari care mergeau pe drumul de tractare. Canalul avea un singur drum de tractare, în general, pe partea nordică. Când se întâlneau bărci de canal, barca cu dreptul de prioritate rămânea pe partea drumului de tractare al canalului. Cealaltă barcă se îndrepta spre partea de bermă (sau calea de mers pe marginea canalului) a canalului. Conducătorul (sau "hoggee", pronunțat HO-gee) al bărcii privilegiate își menținea echipajul pe marginea canalului, în timp ce hoggee-ul celeilalte bărci se muta la exteriorul drumului de tractare și își oprea echipajul. Cablul de tractare al celeilalte bărci era desprins de la cai, devenea liber, cădea în apă și se scufunda la fund, în timp ce barca aluneca cu momentul său rămas. Echipajul bărcii privilegiate trecea peste cablul de tractare al celeilalte bărci, cu caii săi trăgând barca peste cablu, fără să se oprească. Odată ce era clar, echipajul celeilalte bărci continua pe drumul său.
Trase de echipe de cai, bărcile de canal se deplasau încet, dar metodologic, reducând timpul și distanța. Eficient, metoda netedă și neîntreruptă de transport tăia aproape la jumătate timpul de călătorie între Albany și Buffalo, deplasându-se ziua și noaptea. Migranții călătoreau pe bărci de mărfuri, campând pe punte sau pe deasupra cutiilor.

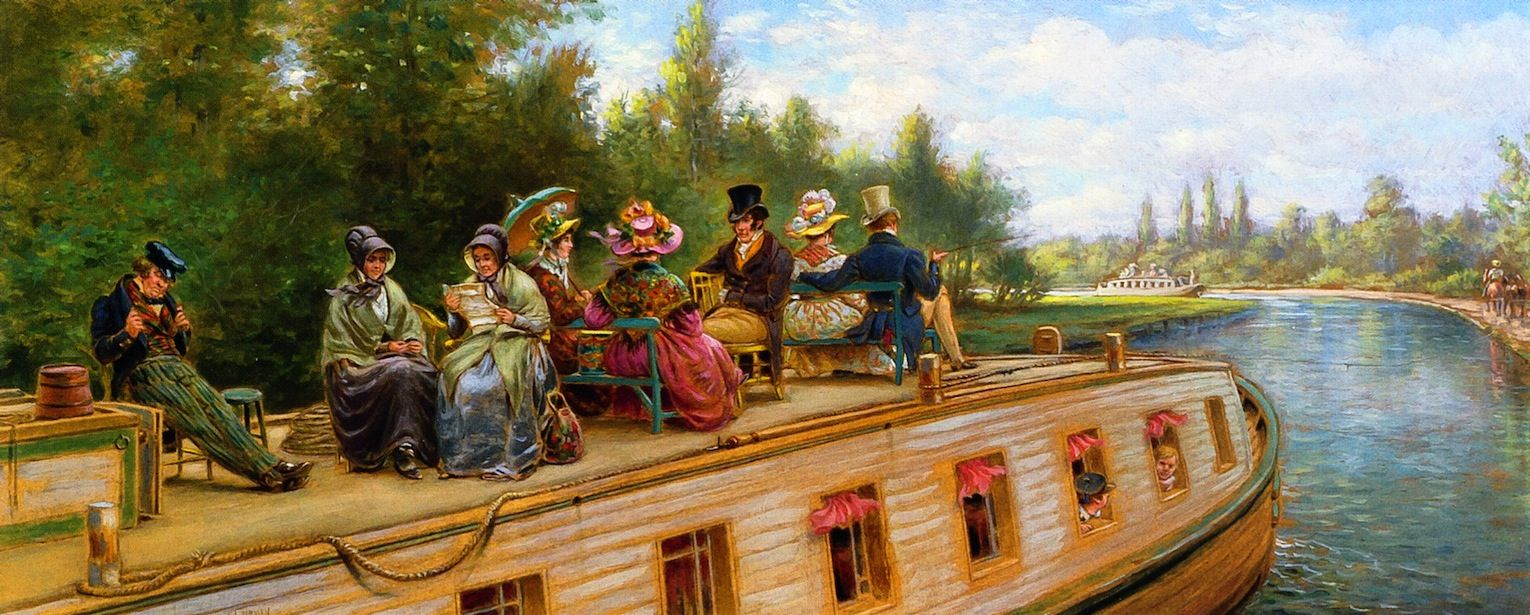
"Apropindu-se de cotitura", o imagine nostalgică a călătoriei timpurii pe canal de Edward Lamson Henry, cca. 1900.

### Bărci de pasageri
Bărcile cu pachete, care serveau exclusiv pasagerii, atingeau viteze de până la cinci mile pe oră (8,0 km/h) și circulau la intervale mult mai frecvente decât vagoanele de călătorie aglomerate și accidentate. Aceste bărci, cu dimensiuni de până la 78 de picioare (24 de metri) lungime și 14,5 picioare (4,4 metri) lățime, făceau un uz ingenios de spațiu, putând găzdui până la 40 de pasageri în timpul nopții și de până la de trei ori mai mulți în timpul zilei. Cele mai bune exemple, dotate cu podele căptușite cu covoare, scaune confortabile și mese din mahon, aprovizionate cu cărți și ziare actuale, serveau drept camere de zi în timpul zilei. La orele meselor, echipajele transformau cabina într-o sală de mese. Tragerea unei perdele peste lățimea camerei împărțea cabina în dormitoare pentru doamne și domni în timpul nopții. Paturile pliabile pe etaje se rabatau de pe pereți, iar paturile suplimentare puteau fi agățate de cârlige în tavan. Unii căpitani angajau muzicieni și organizau dansuri.

### Dezbaterea închiderii în zilele de duminică
Legislativul statului New York a dezbătut închiderea ecluzelor Canalului Erie în zilele de duminică, când s-au întrunit în 1858. Cu toate acestea, George Jeremiah și Dwight Bacheller, doi dintre opozanții proiectului de lege, au argumentat că statul nu avea dreptul să oprească traficul pe canal pe motiv că Canalul Erie și afluenții săi nu mai erau sub tutela statului. La începuturile sale, canalul a fost conceput ca o extensie a naturii, un râu artificial acolo unde nu existase. Canalul a reușit prin faptul că avea mai multe în comun cu lacurile și mările decât cu drumurile publice. Jeremiah și Bacheller au susținut, cu succes, că la fel cum ar fi fost de neconceput să oprești navigația pe mare în zilele de duminică, la fel era și în cazul canalului.

## Impact

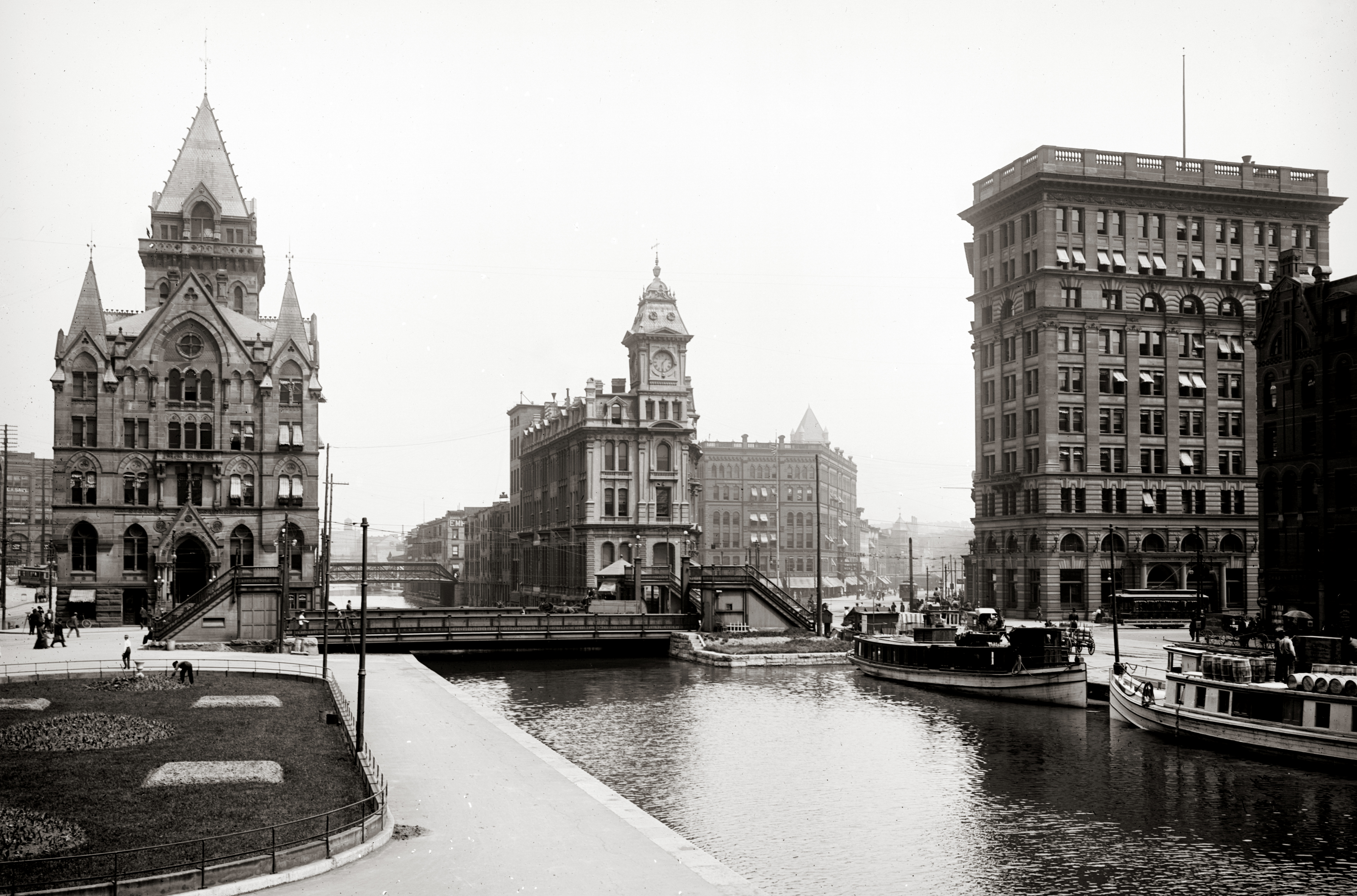
Canalul în Piața Clinton din Syracuse, c. 1904.

### Impactul economic
Canalul Erie a redus semnificativ costurile de transport între Midwest și Northeast, aducând costuri mult mai mici ale alimentelor în orașele din Est și permitând Estului să trimită mașini și bunuri fabricate în Midwest mai economic. Pentru a da un exemplu, costul de transport al unui butoi de făină de la Rochester la Albany a scăzut de la 3 dolari (înainte de canal) la 75 de cenți pe canal. Canalul a adus de asemenea o contribuție imensă la bogăția și importanța orașului New York, Buffalo și statului New York. Impactul său a mers mult mai departe, crescând comerțul în întreaga națiune prin deschiderea piețelor din est și de peste mări pentru produsele agricole din Midwest și prin facilitarea migrației spre Vest. Portul New York a devenit practic portul de origine atlantic pentru întregul Midwest. Datorită acestei legături vitale și altora care au urmat, cum ar fi căile ferate, New Yorkul avea să devină cunoscut ca "Statul Imperiului" sau "Marele Stat al Imperiului".

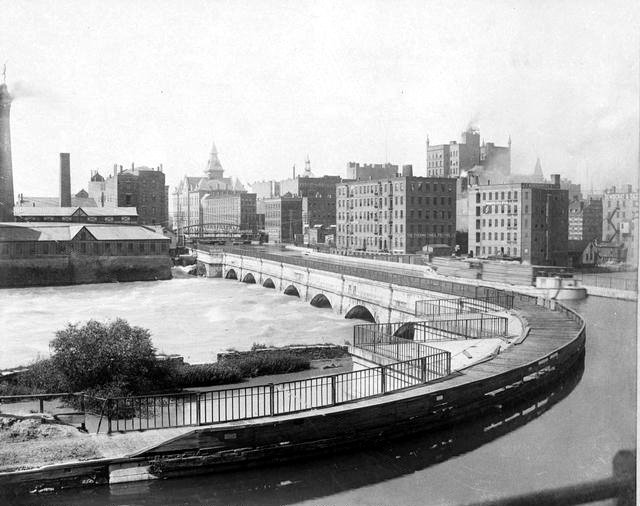
Acvaductul din Rochester, New York, c. 1890.

Canalul Erie a fost un succes imediat. Taxele colectate pe mărfuri au depășit deja datoria de construcție a statului în primul său an de operare oficial. Până în 1828, taxele de import colectate la Vama din New York au susținut operațiunile guvernului federal și au furnizat fonduri pentru toate cheltuielile din Washington cu excepția dobânzii pe datoria națională. În plus, împrumutul inițial al statului New York pentru canalul original fusese plătit până în 1837. Deși a fost conceput în primul rând ca un canal comercial pentru bărci de mărfuri, și pasagerii călătoreau, de asemenea, cu bărcile de pachete ale canalului. În 1825, mai mult de 40.000 de pasageri au profitat de comoditatea și frumusețea călătoriei pe canal. Fluxul constant de turiști, oameni de afaceri și coloniști ai canalului a fost folosit pentru scopuri neimaginabile inițial de sponsorii săi. Predicatorii evanghelici și-au făcut rândurile în regiunea de la nord de oraș, iar canalul a servit ca ultima etapă a Drumului de Fer subteran, transportând sclavi fugari la Buffalo, aproape de granița dintre Canada și SUA. Comercianții aspiranți au constatat că turiștii erau clienți fideli. Vânzătorii s-au deplasat din barcă în barcă, vindând articole precum cărți, ceasuri și fructe, în timp ce "bărbații de încredere" mai puțin scrupuloși vindeau remedii pentru bătături sau schimbau bancnote false. Turiștii erau duși în "turul nordic", care în cele din urmă ducea la populara destinație de lună de miere, Cascada Niagara, la nord de Buffalo.

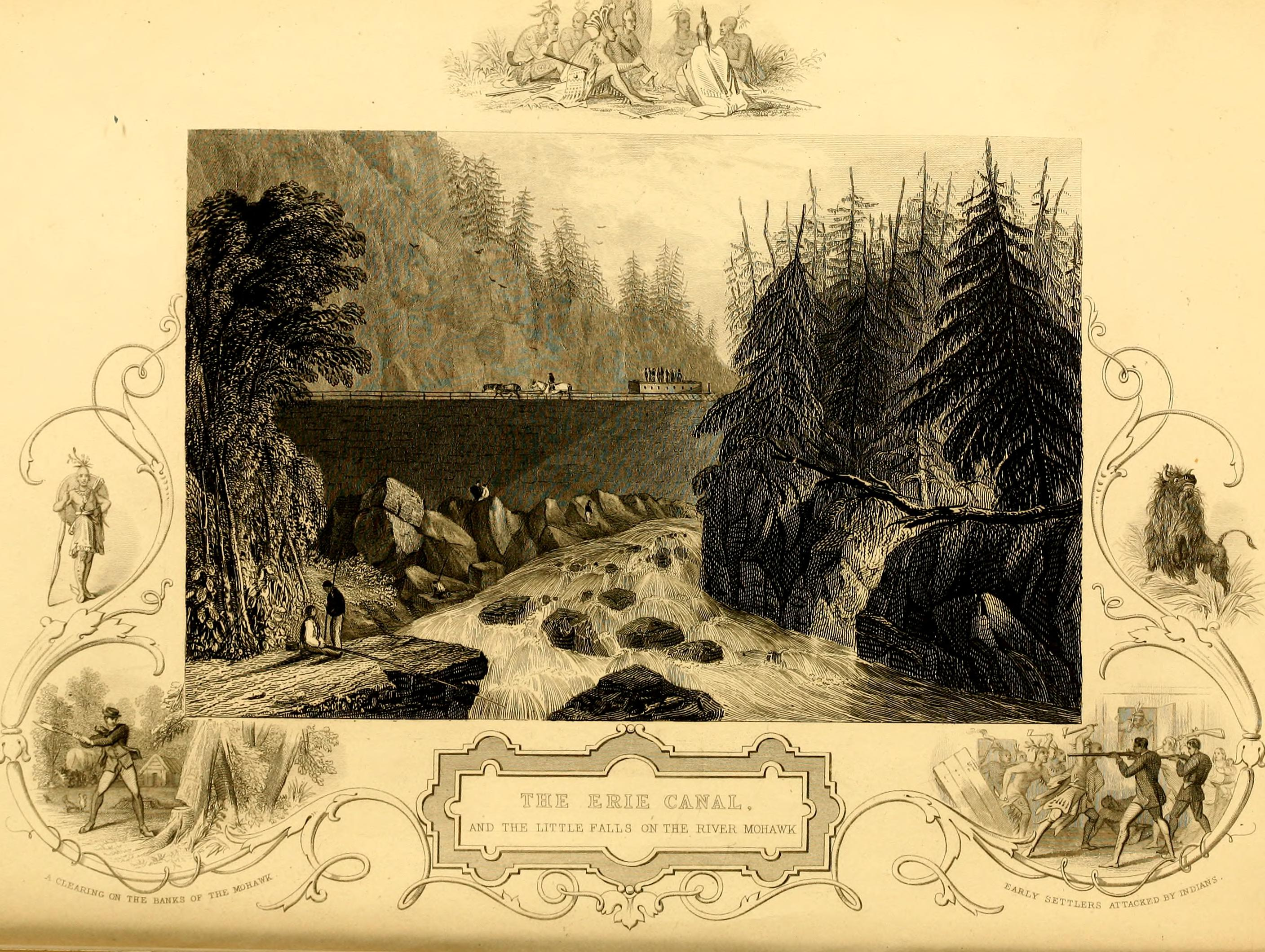
Reprezentarea din 1850 a canalului deasupra cascadelor Little Falls, o oprire scenică populară.

Pe măsură ce canalul atrăgea călători în New York, își lua afacerile de la alte porturi precum Philadelphia și Baltimore. Aceste orașe și statele lor au început proiecte pentru a concura cu Canalul Erie. În Pennsylvania, Linia Principală a Lucrărilor Publice a fost un canal combinat și cale ferată care mergea spre vest de la Philadelphia la Pittsburgh pe Râul Ohio, deschis în 1834. În Maryland, calea ferată Baltimore și Ohio mergea spre vest către Wheeling, Virginia de Vest, apoi parte a Virginiei, de asemenea pe Râul Ohio, și a fost finalizată în 1853.
Canalul a jucat un rol major în creșterea Standard Oil, deoarece fondatorul John D. Rockefeller a folosit canalul ca o formă mai ieftină de transport - în lunile de vară când nu era înghețat - pentru a-și transporta uleiul rafinat de la Cleveland la New York City. În lunile de iarnă, singurele sale opțiuni erau cele trei linii principale: Erie Railroad, New York Central Railroad sau Pennsylvania Railroad.

### Impactul migrator
Noi comunități etnice irlandeze s-au format în unele orașe de-a lungul rutei sale după finalizare, deoarece imigranții irlandezi au constituit o parte semnificativă a forței de muncă în construcție. O placă în onoarea construcției canalului se află în Battery Park, în sudul Manhattanului.
Datorită faptului că atât de mulți imigranți au călătorit pe canal, mulți genealogiști au căutat copii ale listelor de pasageri de pe canal. Cu excepția anilor 1827–1829, operatorii de bărci de canal nu erau obligați să înregistreze numele pasagerilor sau să le raporteze guvernului New Yorkului. Unele liste de pasageri au supraviețuit și astăzi se găsesc în Arhivele Statului New York, iar alte surse de informații despre călători sunt uneori disponibile.
Canalul a permis orașului Buffalo să crească de la doar 200 de coloniști în 1820 la peste 18.000 de locuitori până în 1840.

### Impactul cultural

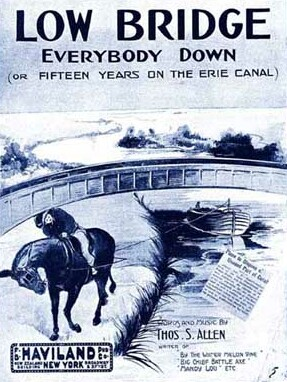
Coperta partiturii muzicale din 1913 a cântecului "Low Bridge, Everybody Down".

Canalul a contribuit, de asemenea, la strângerea națiunii încă nou-formate mai aproape de Marea Britanie și Europa. Abrogarea Legii Porumbului din Marea Britanie a dus la o creștere uriașă a exporturilor de grâu din Midwest în Marea Britanie. Comerțul între Statele Unite și Canada a crescut și ca rezultat al abrogării și a unui acord de reciprocitate (comerț liber) semnat în 1854. O mare parte din acest comerț a curs de-a lungul Canalului Erie.
Succesul său a generat și imitații: o explozie de construcții de canale a urmat. De asemenea, numeroasele obstacole tehnice ce trebuiau depășite i-au făcut eroi pe cei ale căror inovații au făcut posibil canalul. Acest lucru a condus la o creștere a prestigiului educației practice. Chicago, printre alte orașe de pe Marile Lacuri, a recunoscut importanța canalului pentru economia sa, iar două străzi din West Loop îi poartă numele "Canal" și "Clinton" (pentru susținătorul canalului, DeWitt Clinton).
Îngrijorarea că eroziunea cauzată de tăierea de lemne în Adirondacks ar putea astupa canalul a contribuit la crearea în 1885 a unui alt Monument Național Istoric din New York, Parcul Adirondack.
Mulți autori remarcabili au scris despre canal, inclusiv Herman Melville, Frances Trollope, Nathaniel Hawthorne, Harriet Beecher Stowe, Mark Twain, Samuel Hopkins Adams și Marquis de Lafayette, și multe povești și cântece au fost scrise despre viața pe canal. Cântecul popular "Low Bridge, Everybody Down" de Thomas S. Allen a fost scris în 1905 pentru a comemora perioada de glorie timpurie a canalului, când șlepuri erau trase de măgari în loc de motoare.
Format dintr-un impresionant acvaduct de piatră care transporta bărcile peste cascade incredibile, Little Falls a fost una dintre cele mai populare opriri pentru turiștii americani și străini. Acest lucru este ilustrat în Scena 4 a piesei lui William Dunlap, "A Trip to Niagara", în care el prezintă preferința generală a turiștilor de a călători pe canal pentru a experimenta o combinație de peisaje artificiale și naturale. Călătoria pe canal a fost, pentru mulți, o oportunitate de a se bucura de sublim și de a comunica cu natura. Piesa reflectă și opinia mai puțin entuziastă a unora care vedeau mișcarea pe canal ca pe ceva plictisitor.
Canalul Erie a schimbat legea proprietății în New York. Cel mai important, a extins dreptul guvernului de a lua proprietatea privată. Cazurile legate de Canalul Erie recent construit au extins teoria exproprierii pentru a permite constructorilor de canale să aprobe terenuri private și au lărgit înțelesul "utilizării publice" în al 5-lea Amendament la Constituția SUA. Canalul a avut, de asemenea, un impact asupra jurisprudenței accesului la apă, precum și a legii privind tulburarea liniștii publice.

## Canalul în prezent

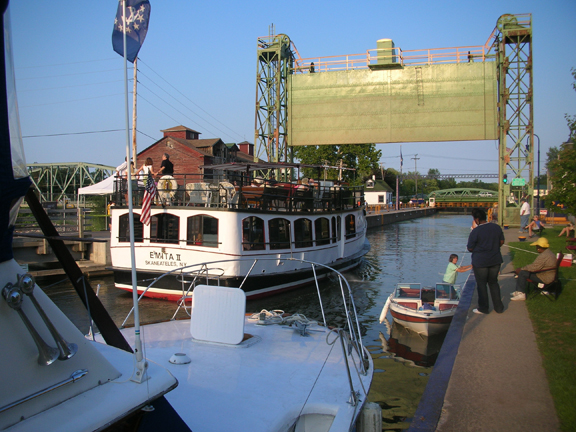
O barcă de turism comercial trece prin Eclusa 24 din Baldwinsville.

Astăzi, Canalul Erie este folosit în principal de ambarcațiuni de recreere, deși este încă deservit de mai multe companii comerciale de tractare a șlepului.
Canalul este deschis pentru ambarcațiuni mici și unele vase mai mari din mai până în noiembrie în fiecare an. În timpul iernii, apa este drenată din unele părți ale canalului pentru întreținere. Canalul Champlain, Lacul Champlain și Canalul Chambly, precum și Râul Richelieu din Canada, formează Pasajul Lacurilor către Închideri, transformând vechiul canal într-o atracție turistică ce leagă estul Canadei de Canalul Erie. În 2006, taxele pentru navigația recreativă au fost eliminate pentru a atrage mai mulți vizitatori.

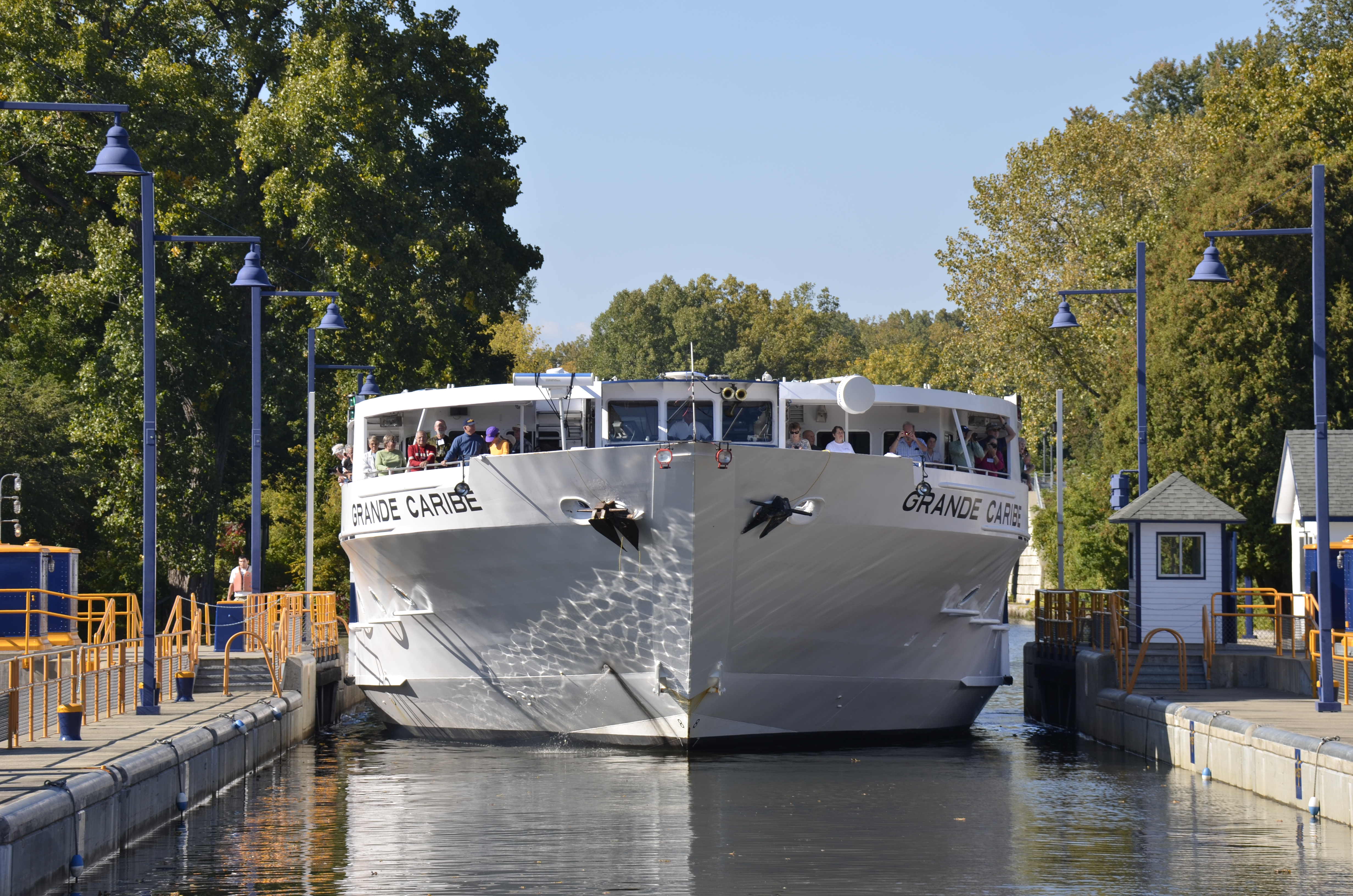
MV Grande Caribe traversând canalul într-o croazieră de noapte în 2014.

Canalul Erie este o destinație pentru turiști din întreaga lume și a inspirat ghiduri dedicate explorării căii navigabile. O companie de croaziere pe Canalul Erie, cu sediul în Herkimer, operează din mijlocul lunii mai până în mijlocul lunii octombrie, oferind croaziere zilnice. Croaziera oferă o incursiune în istoria canalului și îi poartă pe pasageri prin Eclusa 18.
În afara transportului, numeroase afaceri, ferme, fabrici și comunități de-a lungul malurilor sale încă folosesc apele canalului pentru alte scopuri, cum ar fi irigarea terenurilor agricole, hidroenergia, cercetarea, industria și chiar consumul de apă potabilă. Folosirea sistemului canalului are un impact economic total estimat de 6,2 miliarde de dolari anual.

### Vechiul Canal Erie

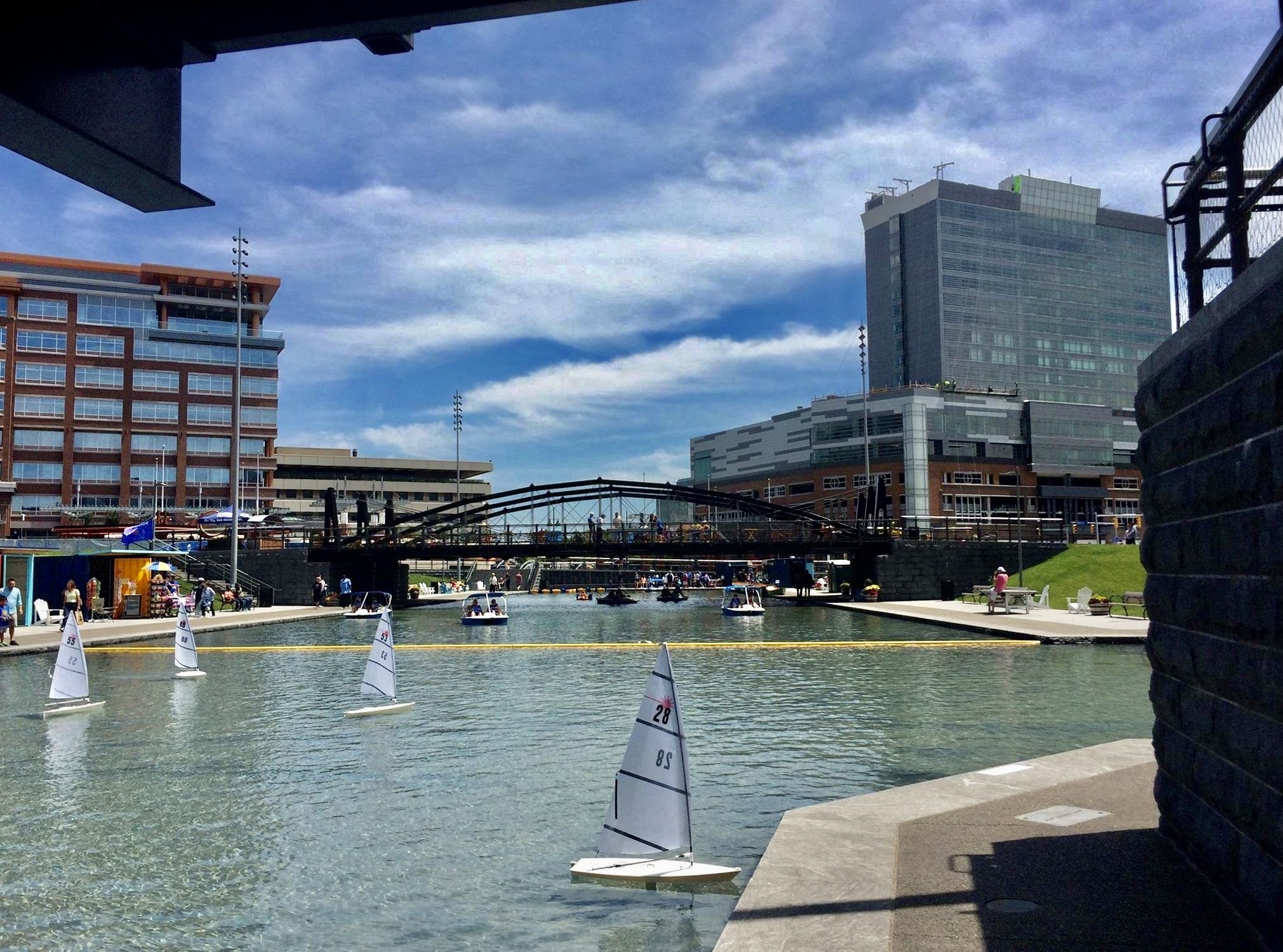
Canalside, un segment re-creat al Vechiului Canal Erie în Buffalo.

Astăzi, reconfigurarea canalului creată în timpul Primei Lărgiri este denumită în mod obișnuit "Canalul Erie Îmbunătățit" sau "Vechiul Canal Erie", pentru a-l distinge de cursul modern al canalului. Resturile existente ale canalului din 1825 abandonat în timpul Lărgirii sunt oficial denumite astăzi "Șanțul lui Clinton" (care a fost și porecla populară pentru întregul proiect al Canalului Erie în timpul construcției sale originale din 1817–1825).

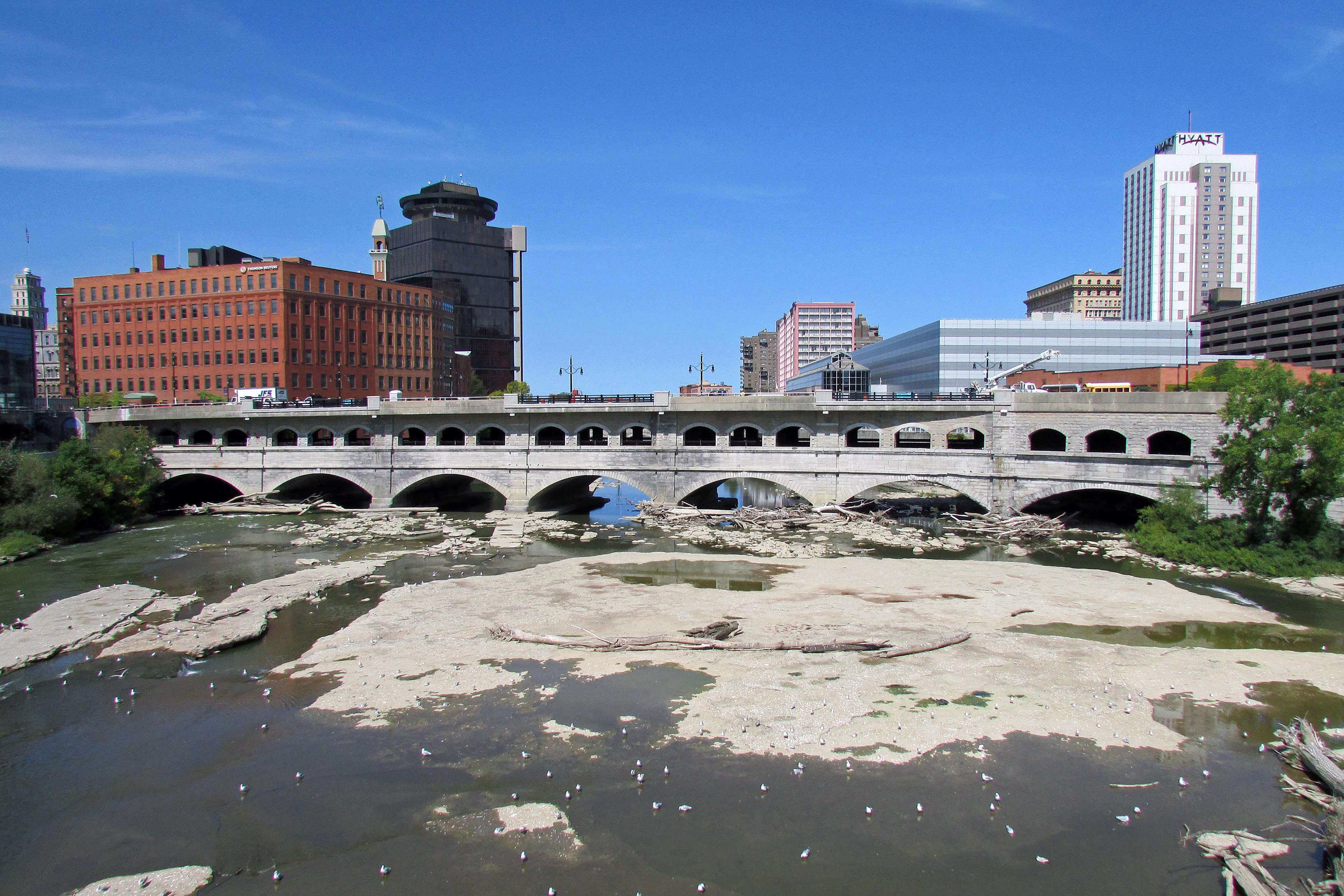
Al doilea Aqueduct Genesee din Rochester a purtat Rochester Subway și acum poartă Broad Street.

Secțiunile Vechiului Canal Erie nefolosite după 1918 sunt deținute de statul New York, sau au fost cedate sau achiziționate de comitate sau municipalități. Multe tronsoane ale vechiului canal au fost umplute pentru a crea drumuri precum Erie Boulevard în Syracuse și Schenectady, și Broad Street și Rochester Subway în Rochester. Un traseu de 36 de mile (58 km) al vechiului canal, de la localitatea DeWitt, New York, la est de Syracuse, până în afara Rome, New York, este păstrat ca Parcul Istoric Statal Vechiul Canal Erie. În 1960, Schoharie Crossing State Historic Site, o secțiune a canalului din comitatul Montgomery, a fost unul dintre primele situri recunoscute ca Monument Național Istoric.
Unele municipalități au păstrat secțiuni ca parcuri de canal la nivel de oraș sau comitat, sau au planuri să o facă. Parcul Erie Canal din Camillus păstrează un traseu de 7 mile (11 km) și a restaurat Aqueductul Nine Mile Creek, construit în 1841 ca parte a Primei Lărgiri a canalului. În unele comunități, vechiul canal s-a umplut din nou cu vegetație și resturi. Au fost făcute propuneri pentru rehidratarea vechiului canal prin centrul orașelor Rochester sau Syracuse ca atracție turistică. În Syracuse, locația vechiului canal este reprezentată printr-un bazin reflectorizant în Piața Clinton din centrul orașului, iar centrul găzduiește o barjă de canal și o structură de blocare a greutății, acum uscată. Adâncitura comercială din Buffalo este segmentul restaurat și re-alimentat al canalului care a format "Terminusul Vest".
În 2004, administrația guvernatorului New York, George Pataki, a fost criticată când oficialii Corporației Canalului Statului New York au încercat să vândă drepturile de dezvoltare privată pentru lungimi mari ale Vechiului Canal Erie unui singur dezvoltator pentru 30.000 de dolari, mult mai puțin decât valoarea terenului pe piața deschisă. După o anchetă a ziarului Syracuse Post-Standard, administrația Pataki a anulat tranzacția.

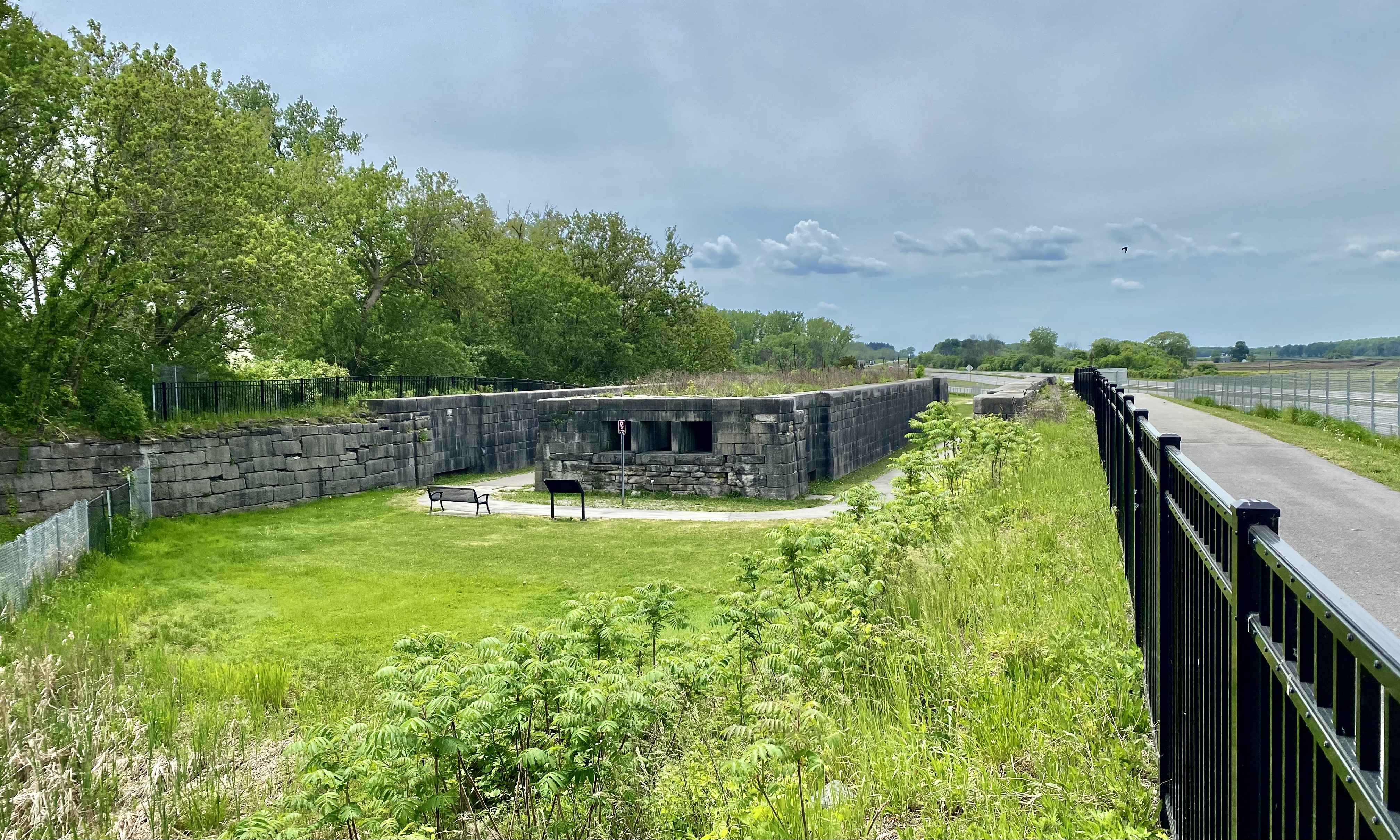
Ecluza 52 a Vechiului Canal Erie în Port Byron

#### Parcuri și muzee
Parcurile și muzeele legate de Vechiul Canal Erie includ (listate de la est la vest):
- Nava Day Peckinpaugh; restaurarea și conversia într-un muzeu plutitor erau planificate să fie finalizate în 2012 de către Muzeul de Stat din New York
- Ecluzele Watervliet Side Cut, situate la Watervliet și înregistrate în Registrul Național al Locurilor Istorice în 1971

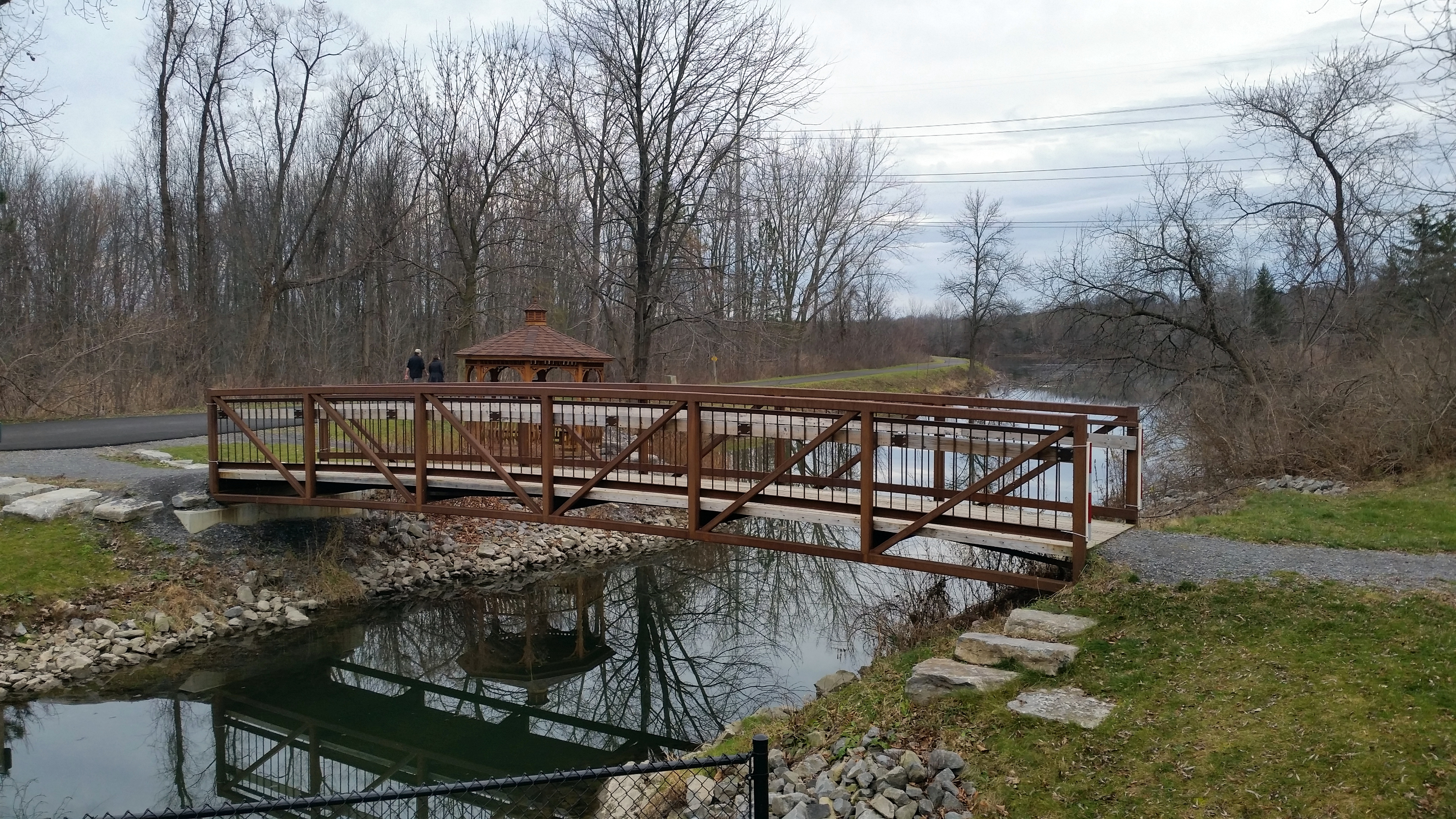
Parcul Istoric al Vechiului Canal Erie în DeWitt

- Parcul Istoric al Vechiului Canal Erie în DeWittDistrictul istoric Enlarged Erie Canal (Discontiguu), un district istoric național situat la Cohoes, New York, înscris în Registrul Național al Locurilor Istorice în 2004
- Parcul Cohoes Falls, 231 N. Mohawk St., Cohoes, New York, oferă o vedere dramatică a ecluzei 18 abandonate și uscate ale Canalului Erie, înălțate deasupra.
- Ecluza dublă mărită Nr. 23, Vechiul Canal Erie, Rotterdam
- Situl Istoric de Stat Schoharie Crossing la Fort Hunter
- Parcul Istoric de Stat al Vechiului Canal Erie, un parc linear de 36 mile de la Rome la DeWitt
- Satul Erie Canal, lângă Rome
- Muzeul Orășelului Canal Canastota, Canastota
- Muzeul Bărcilor Canal Chittenango, lângă Chittenango
- Muzeul Canalului Erie în centrul orașului Syracuse
- Parcul Erie Canal din Camillus
- Parcul Canalului Jordan din Jordan, orașul Elbridge
- Ecluza dublă mărită Nr. 33 Vechiul Canal Erie, St. Johnsville
- Complexul de Ecluze Canal Erie 52, un district istoric național situat în Parcul Istoric al Vechiului Canal Erie la Port Byron și Mentz în comitatul Cayuga; înscris în Registrul Național al Locurilor Istorice în 1998
- Districtul Istoric Seneca River Crossing Canals, un district istoric național situat la Montezuma și Tyre în comitatul Cayuga; înscris în Registrul Național al Locurilor Istorice în 2005
- Parcul Aqueduct Centerport lângă Weedsport; înscris în Registrul Național al Locurilor Istorice în 2000[55]
- Parcul Lock Berlin lângă Clyde
- Parcul Aqueduct Macedon lângă Palmyra
- Parcul Ecluza 60 a Vechiului Canal Erie în Macedon
- Parcul Perinton în Perinton lângă Fairport
- Parcul Genesee Valley în orașul Rochester
- Muzeul Depot Spencerport & Canal, Spencerport
- Ecluzele "Flight of Five" de pe Scara Niagara la Lockport
- Centrul de Descoperiri Canal Erie, 24 Church Street, Lockport (Ecluzele 34 și 35)
- Canalside Buffalo la "Terminusul Vestic" al Canalului

### Înregistrări și cercetare
Înregistrările privind planificarea, finanțarea, proiectarea, construcția și administrarea Canalului Erie sunt vaste și pot fi găsite în Arhivele Statului New York. Cu excepția a doi ani (1827-1829), statul New York nu a cerut operatorilor de bărci de canal să întrețină sau să prezinte liste de pasageri.

## Ecluzele

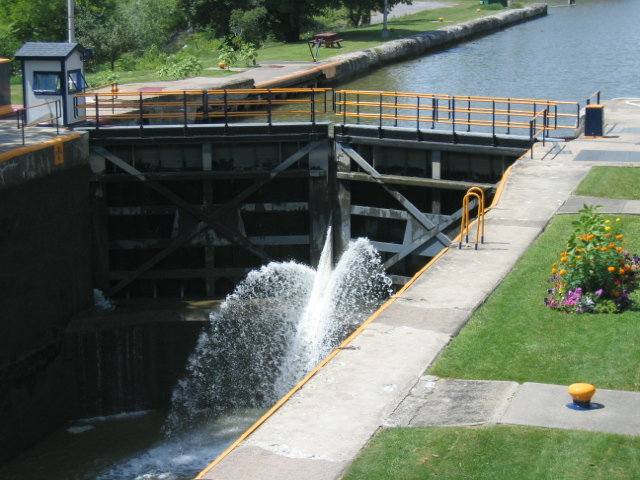
Vedere de sus a ecluzei aval la Ecluza 32, Pittsford, New York.

Următoarea listă de ecluze este furnizată pentru canalul actual, de la est la vest. Există în total 36 (35 numerotate) ecluze pe Canalul Erie.
Toate ecluzele de pe Sistemul Canalului din statul New York sunt cu o singură cameră; dimensiunile sunt de 328 de picioare (100 m) lungime și 45 de picioare (14 m) lățime, cu o adâncime minimă de apă de 12 picioare (3,7 m) peste pragurile mitrice la porțile montante la ridicare. Ele pot adapta o ambarcațiune de până la 300 de picioare (91 m) lungime și 43,5 picioare (13,3 m) lățime. Înălțimea totală a peretelui lateral va varia în funcție de ecluză, situându-se între 28 și 61 de picioare (8,5 și 18,6 m), în funcție de ridicare și etape navigabile. Ecluza E17 de la Little Falls are cea mai mare înălțime a peretelui lateral de 80 de picioare (24 m).

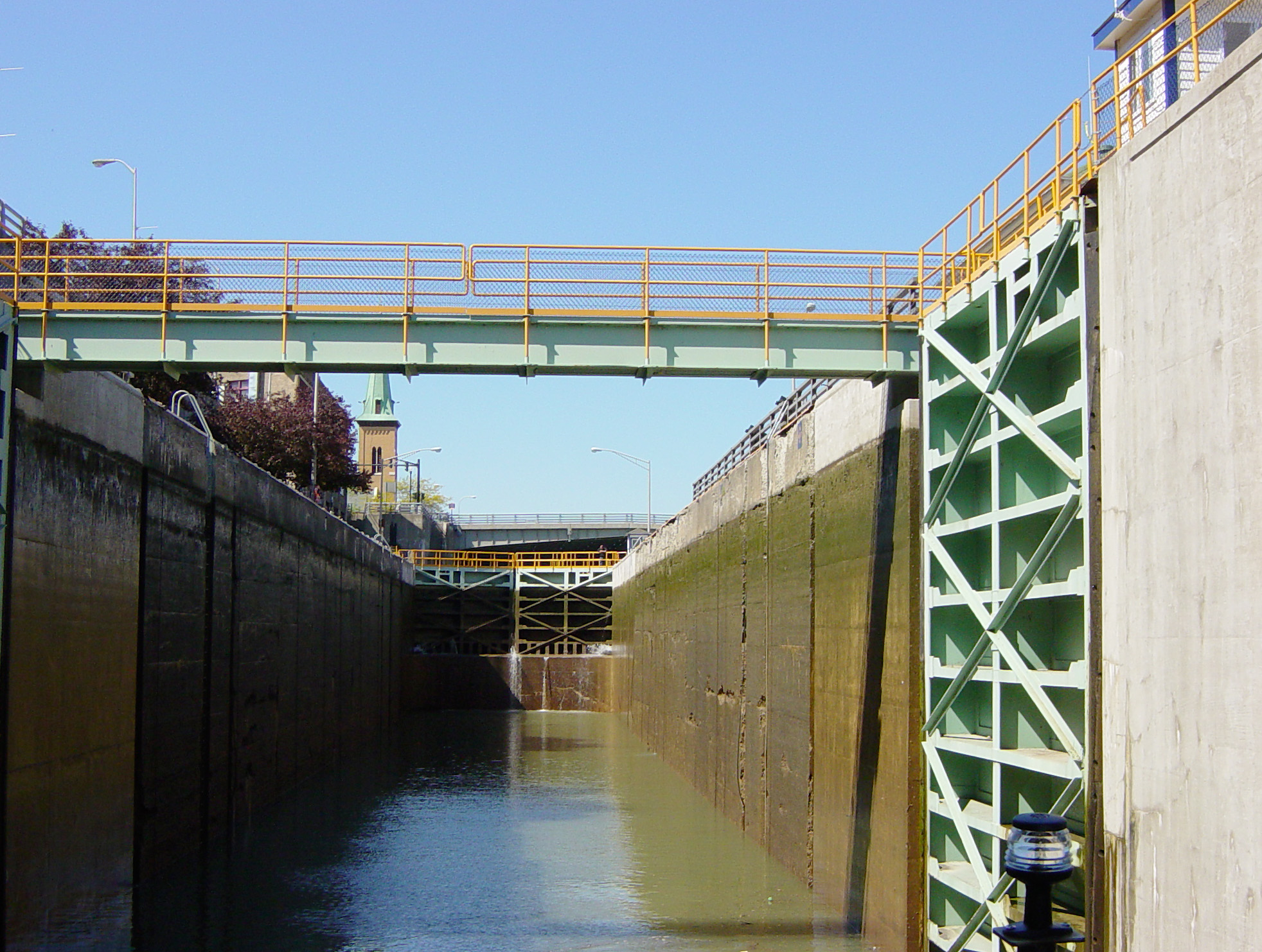
Ecluza modernă unică la Escarpamentul Niagara.

Distanța se bazează pe marcajele de poziție de pe o hartă interactivă a canalului furnizată online de Corporația Canalului din statul New York și s-ar putea să nu se potrivească exact cu specificațiile de pe indicatoarele amplasate de-a lungul canalului. Elevațiile medii ale suprafeței sunt alcătuite dintr-o combinație de profile mai vechi ale canalului și cărți de istorie, precum și specificații de pe indicatoarele amplasate de-a lungul canalului. Marginea de eroare ar trebui să fie în mod normal în interiorul a 6 inch (15 cm).
Seriea de ecluze Waterford Flight (cuprinzând Ecluzele E2 până la E6) este una dintre cele mai abrupte din lume, ridicând bărcile cu 169 de picioare (52 m) în mai puțin de 2 mile (3,2 km).
Toate elevațiile suprafeței sunt aproximative
| Lock No.            | Location       | Elevation (upstream/west) | Elevation (downstream/east) | Lift or Drop      | Distance to Next Lock (upstream/west)                 | HAER No.                                                  |
| ------------------- | -------------- | ------------------------- | --------------------------- | ----------------- | ----------------------------------------------------- | --------------------------------------------------------- |
| Troy Federal Lock * | Troy           | 15.3 ft (4.7 m)           | 1.3 ft (0.40 m)             | 14.0 ft (4.3 m)   | E2, 2.66 mi (4.28 km)                                 |                                                           |
| E2                  | Waterford      | 48.9 ft (14.9 m)          | 15.3 ft (4.7 m)             | 33.6 ft (10.2 m)  | E3, 0.46 mi (0.74 km)                                 | NY-371                                                    |
| E3                  | Waterford      | 83.5 ft (25.5 m)          | 48.9 ft (14.9 m)            | 34.6 ft (10.5 m)  | E4, 0.51 mi (0.82 km)                                 | NY-372                                                    |
| E4                  | Waterford      | 118.1 ft (36.0 m)         | 83.5 ft (25.5 m)            | 34.6 ft (10.5 m)  | E5, 0.27 mi (0.43 km)                                 | NY-375                                                    |
| E5                  | Waterford      | 151.4 ft (46.1 m)         | 118.1 ft (36.0 m)           | 33.3 ft (10.1 m)  | E6, 0.28 mi (0.45 km)                                 | NY-376                                                    |
| E6                  | Crescent       | 184.4 ft (56.2 m)         | 151.4 ft (46.1 m)           | 33.0 ft (10.1 m)  | E7, 10.92 mi (17.57 km)                               | NY-377                                                    |
| E7                  | Vischer Ferry  | 211.4 ft (64.4 m)         | 184.4 ft (56.2 m)           | 27.0 ft (8.2 m)   | E8, 10.97 mi (17.65 km)                               | NY-387                                                    |
| E8                  | Scotia         | 225.4 ft (68.7 m)         | 211.4 ft (64.4 m)           | 14.0 ft (4.3 m)   | E9, 5.03 mi (8.10 km)                                 | NY-383                                                    |
| E9                  | Rotterdam      | 240.4 ft (73.3 m)         | 225.4 ft (68.7 m)           | 15.0 ft (4.6 m)   | E10, 5.95 mi (9.58 km)                                | NY-385                                                    |
| E10                 | Cranesville    | 255.4 ft (77.8 m)         | 240.4 ft (73.3 m)           | 15.0 ft (4.6 m)   | E11, 4.27 mi (6.87 km)                                | NY-386                                                    |
| E11                 | Amsterdam      | 267.4 ft (81.5 m)         | 255.4 ft (77.8 m)           | 12.0 ft (3.7 m)   | E12, 4.23 mi (6.81 km)                                | NY-388                                                    |
| E12                 | Tribes Hill    | 278.4 ft (84.9 m)         | 267.4 ft (81.5 m)           | 11.0 ft (3.4 m)   | E13, 9.60 mi (15.45 km)                               | NY-389                                                    |
| E13                 | Yosts          | 286.4 ft (87.3 m)         | 278.4 ft (84.9 m)           | 8.0 ft (2.4 m)    | E14, 7.83 mi (12.60 km)                               | NY-391                                                    |
| E14                 | Canajoharie    | 294.4 ft (89.7 m)         | 286.4 ft (87.3 m)           | 8.0 ft (2.4 m)    | E15, 3.35 mi (5.39 km)                                | NY-393                                                    |
| E15                 | Fort Plain     | 302.4 ft (92.2 m)         | 294.4 ft (89.7 m)           | 8.0 ft (2.4 m)    | E16, 6.72 mi (10.81 km)                               | NY-394                                                    |
| E16                 | St. Johnsville | 322.9 ft (98.4 m)         | 302.4 ft (92.2 m)           | 20.5 ft (6.2 m)   | E17, 7.97 mi (12.83 km)                               | NY-396                                                    |
| E17                 | Little Falls   | 363.4 ft (110.8 m)        | 322.9 ft (98.4 m)           | 40.5 ft (12.3 m)  | E18, 4.20 mi (6.76 km)                                | NY-399                                                    |
| E18                 | Jacksonburg    | 383.4 ft (116.9 m)        | 363.4 ft (110.8 m)          | 20.0 ft (6.1 m)   | E19, 11.85 mi (19.07 km)                              | NY-402                                                    |
| E19                 | Frankfort      | 404.4 ft (123.3 m)        | 383.4 ft (116.9 m)          | 21.0 ft (6.4 m)   | E20, 10.28 mi (16.54 km)                              | NY-407                                                    |
| E20                 | Whitesboro     | 420.4 ft (128.1 m)        | 404.4 ft (123.3 m)          | 16.0 ft (4.9 m)   | E21, 18.10 mi (29.13 km)                              | NY-412                                                    |
| E21                 | New London     | 395.4 ft (120.5 m)        | 420.4 ft (128.1 m)          | −25.0 ft (−7.6 m) | E22, 1.32 mi (2.12 km)                                | NY-421                                                    |
| E22                 | New London     | 370.1 ft (112.8 m)        | 395.4 ft (120.5 m)          | −25.3 ft (−7.7 m) | E23, 28.91 mi (46.53 km)                              | NY-422                                                    |
| E23                 | Brewerton      | 363.0 ft (110.6 m)        | 370.1 ft (112.8 m)          | −7.1 ft (−2.2 m)  | E24, 18.77 mi (30.21 km)                              | NY-427                                                    |
| E24                 | Baldwinsville  | 374.0 ft (114.0 m)        | 363.0 ft (110.6 m)          | 11.0 ft (3.4 m)   | E25, 30.69 mi (49.39 km)                              | NY-433                                                    |
| E25                 | Mays Point     | 380.0 ft (115.8 m)        | 374.0 ft (114.0 m)          | 6.0 ft (1.8 m)    | E26, 5.83 mi (9.38 km)                                | NY-437                                                    |
| E26                 | Clyde          | 386.0 ft (117.7 m)        | 380.0 ft (115.8 m)          | 6.0 ft (1.8 m)    | E27, 12.05 mi (19.39 km)                              | NY-438 Arhivat în 28 septembrie 2024, la Wayback Machine. |
| E27                 | Lyons          | 398.5 ft (121.5 m)        | 386.0 ft (117.7 m)          | 12.5 ft (3.8 m)   | E28A, 1.28 mi (2.06 km)                               | NY-440 Arhivat în 23 ianuarie 2025, la Wayback Machine.   |
| E28A                | Lyons          | 418.0 ft (127.4 m)        | 398.5 ft (121.5 m)          | 19.5 ft (5.9 m)   | E28B, 3.98 mi (6.41 km)                               | NY-441 Arhivat în 28 septembrie 2024, la Wayback Machine. |
| E28B                | Newark         | 430.0 ft (131.1 m)        | 418.0 ft (127.4 m)          | 12.0 ft (3.7 m)   | E29, 9.79 mi (15.76 km)                               | NY-445 Arhivat în 28 septembrie 2024, la Wayback Machine. |
| E29                 | Palmyra        | 446.0 ft (135.9 m)        | 430.0 ft (131.1 m)          | 16.0 ft (4.9 m)   | E30, 2.98 mi (4.80 km)                                | NY-452 Arhivat în 28 septembrie 2024, la Wayback Machine. |
| E30                 | Macedon        | 462.4 ft (140.9 m)        | 446.0 ft (135.9 m)          | 16.4 ft (5.0 m)   | E32, 16.12 mi (25.94 km)                              | NY-454 Arhivat în 28 septembrie 2024, la Wayback Machine. |
| E32                 | Pittsford      | 487.5 ft (148.6 m)        | 462.4 ft (140.9 m)          | 25.1 ft (7.7 m)   | E33, 1.26 mi (2.03 km)                                | NY-462 Arhivat în 28 septembrie 2024, la Wayback Machine. |
| E33                 | Rochester      | 512.9 ft (156.3 m)        | 487.5 ft (148.6 m)          | 25.4 ft (7.7 m)   | E34/35, 64.28 mi (103.45 km)                          | NY-463 Arhivat în 23 ianuarie 2025, la Wayback Machine.   |
| E34                 | Lockport       | 539.5 ft (164.4 m)        | 514.9 ft (156.9 m)          | 24.6 ft (7.5 m)   | E35, adjacent to Lock E34.                            | NY-515 Arhivat în 28 septembrie 2024, la Wayback Machine. |
| E35                 | Lockport       | 564.0 ft (171.9 m)        | 539.5 ft (164.4 m)          | 24.5 ft (7.5 m)   | Black Rock Lock in Niagara River, 26.39 mi (42.47 km) | NY-516 Arhivat în 28 septembrie 2024, la Wayback Machine. |
| Black Rock Lock *   | Buffalo        | 570.6 ft (173.9 m)        | 565.6 ft (172.4 m)          | 5.0 ft (1.5 m)    | Commercial Slip at Buffalo River, 3.89 mi (6.26 km)   |                                                           |

* Semnalează ecluzele gestionate federal.
Există o ridicare naturală de 2 picioare (0,61 m) între ecluzele E33 și E34, precum și o ridicare naturală de 1,5 picioare (0,46 m) între Ecluza E35 și Râul Niagara.
Nu există Ecluza E1 sau Ecluza E31 pe Canalul Erie. Locul "Ecluzei E1" pe parcursul de la cursul inferior al fluviului Hudson până la Lacul Erie este luat de Ecluza federală Troy, situată la nord de Troy, New York, și nu face parte din Sistemul Canalului Erie propriu-zis. Este operat de Corpul de Ingineri al Armatei Statelor Unite. Canalul Erie începe oficial la confluența râurilor Hudson și Mohawk la Waterford, New York.
Deși aliniamentul original al Canalului Erie prin Buffalo a fost umplut, călătoria pe apă este încă posibilă de la Buffalo prin Ecluza Black Rock în Râul Niagara până la terminusul vestic modern al canalului în Tonawanda și spre est până la Albany. Ecluza Black Rock este operată de Corpul de Ingineri al Armatei Statelor Unite.
Lacul Oneida se află între ecluzele E22 și E23 și are o elevație medie a suprafeței de 370 de picioare (110 m). Lacul Erie are o elevație medie a suprafeței de 571 de picioare (174 m).

## Linkuri externe
- Erie & Barge Canal: A bibliography by the Buffalo History Museum.
- Listing and index of maps, plans, profiles, pictures, and photographs of canals of New York State in annual reports of State Engineer and Surveyor through 1905
- Erie Canal case study in Transition Times. Archived at Ghostarchive.
- Information and Boater's Guide to the Erie Canal
- Canalway Trail Information
- Historical information (with photos) of the Erie Canal
- Video showing the operations of Lock 22E in 2016.
- New York State Canal Corporation Site
- The Opening of the Erie Canal – An Online Exhibition by CUNY
- New York Heritage online exhibit - Two Hundred Years on the Erie Canal
- The Canal Society of New York State
- Digging Clinton's Ditch: The Impact of the Erie Canal on America 1807–1860 Arhivat în 24 octombrie 2019, la Wayback Machine.  Multimedia
- A Glimpse at Clinton's Ditch, 1819–1820 by Richard F. Palmer
- Guide to Canal Records in the New York State Archives
- The Erie Canal Mapping Project
- New York Heritage – Working on the Erie Canal
- Photographs of the Erie Canal Relating to Fort Hunter, N.Y. Ca. 1910 (finding aid) at the New York State Library, accessed May 18, 2016.
- William Jaeger's photography of the Canal remains. Archived at the Wayback Machine
- American Society of Civil Engineers site- The Erie Canal was the world's longest canal and one of America's great engineering feats. Archived May 13, 2021, at the Wayback Machine
- Historic American Buildings Survey (HABS) No. NY-231, "Erie Canal Viaduct, Moyer Creek Crossing Arhivat în 15 iunie 2024, la Wayback Machine."
- HABS No. NY-6040, "Erie Canal Locks Arhivat în 28 septembrie 2024, la Wayback Machine."
- Historic American Engineering Record (HAER) No. NY-6, "Erie Canal (Enlarged), Schoharie Creek Aqueduct Arhivat în 11 iunie 2024, la Wayback Machine."
- HAER No. NY-11, "Erie Canal (Enlarged), Lock Number 18 Arhivat în 11 iunie 2024, la Wayback Machine."
- HAER No. NY-12, "Erie Canal (Enlarged), Upper Mohawk River Aqueduct Arhivat în 28 septembrie 2024, la Wayback Machine."
- HAER No. NY-16, "Erie Canal, Yankee Hill Lock Number 28 Arhivat în 12 iunie 2024, la Wayback Machine."
- HAER No. NY-17, "Erie Canal (Enlarged), Empire Lock Number 29 Arhivat în 28 septembrie 2024, la Wayback Machine."
- HAER No. NY-152, "Erie Canal (Enlarged), Oothout Culvert & Waste Weir[nefuncțională – arhivă]
"
- HAER No. NY-157, "Eagle's Nest Creek Culvert Arhivat în 28 septembrie 2024, la Wayback Machine."
- HAER No. NY-337, "Erie Canal (Original), Locks 37 & 38 Arhivat în 13 decembrie 2023, la Wayback Machine."
- HAER No. NY-545, "Erie Canal (Original), Lock Number 20 Arhivat în 15 iunie 2024, la Wayback Machine."
- Geographic data related to Erie Canal at OpenStreetMap
- Newspaper articles and clippings about the Building of the Erie Canal at Newspapers.com